# BR-Klasse 20
Die BR-Klasse 20, auch bekannt als English Electric Type 1, ist eine Klasse dieselelektrischer Lokomotiven der British Rail (BR), die für den Einsatz vor leichten Güterzügen beschafft wurden. Zwischen 1957 und 1968 wurden insgesamt 228 Lokomotiven in zwei Lieferlosen von English Electric gebaut. Ursprünglich trugen die Lokomotiven die Nummern D8000 bis D8199 und D8300 bis D8327. Die meisten Lokomotiven sind ausgemustert, 2024 waren aber immer noch sechs im regulären Einsatz. 22 Lokomotiven sind bei Museumsbahnen erhalten. Die Lokomotiven erhielten den Spitznamen Choppers, da ihr einzigartiges Motorgeräusches unter Last an einen Hubschrauber erinnert. Seltener wird auch Bombs als Spitznamen für die Lokomotiven verwendet.

## Geschichte
Die vier großen britischen Bahngesellschaften experimentierten bereits vor der Verstaatlichung von 1948 mit Diesellokomotiven. Während des Zweiten Weltkriegs waren die Gesellschaften jedoch knapp bei Kasse, so dass keine Diesellokomotiven für den Streckeneinsatz entwickelt werden konnten. Nach ihrer Gründung 1948 bemühte sich British Railways, den Bahnbetrieb zu modernisieren und suchte nach einer zuverlässigen, leistungsstarken Diesellokomotive für das Führen von gemischten Güterzügen, die als Type 1 bezeichnet wurde. Ende der 1950er Jahre erhielten insgesamt 14 Hersteller die Möglichkeit, Prototypen für den zukünftigen Type 1 zu bauen, darunter auch British Thomson-Houston, die die BR-Klasse 15 baute, und die North British Locomotive Company mit der BR-Klasse 16. Die erfolgreichste Lokomotive war die Type 1 von English Electric, die in einer Vorserie von 20 Stück mit den Nummern D8000 bis D8019 gebaut wurde. Sie verfügte über einen zuverlässigen Antrieb, war mit einer Vielfachsteuerung ausgerüstet und bot durch den Endführerstand ohne kurzen Vorbau im Vergleich mit den anderen Prototypen die beste Sicht auf die Strecke. English Electric ließ de Lokomotiven in der ehemaligen Vulcan Foundry und bei Robert Stephenson and Hawthorns (RSH).
Lokomotiven, die dem English Electric Type 1 unterlegen waren

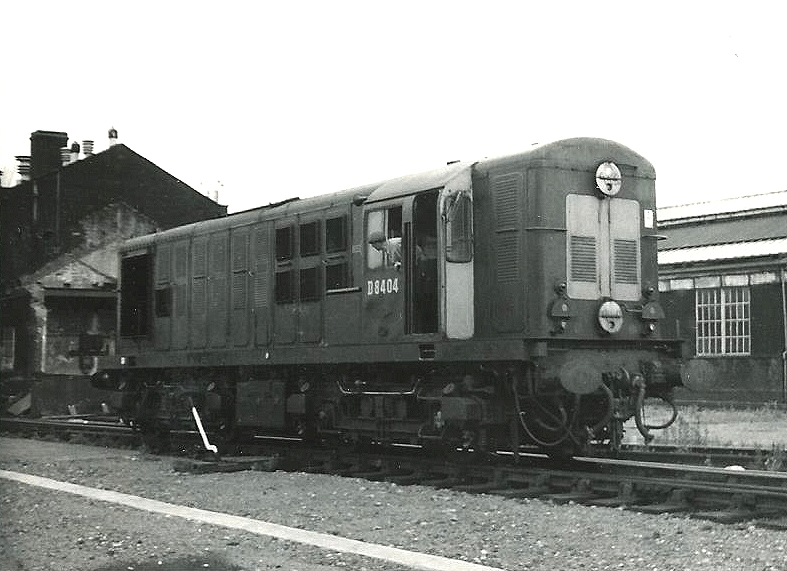
North British Type 1 (BR-Klasse 16)
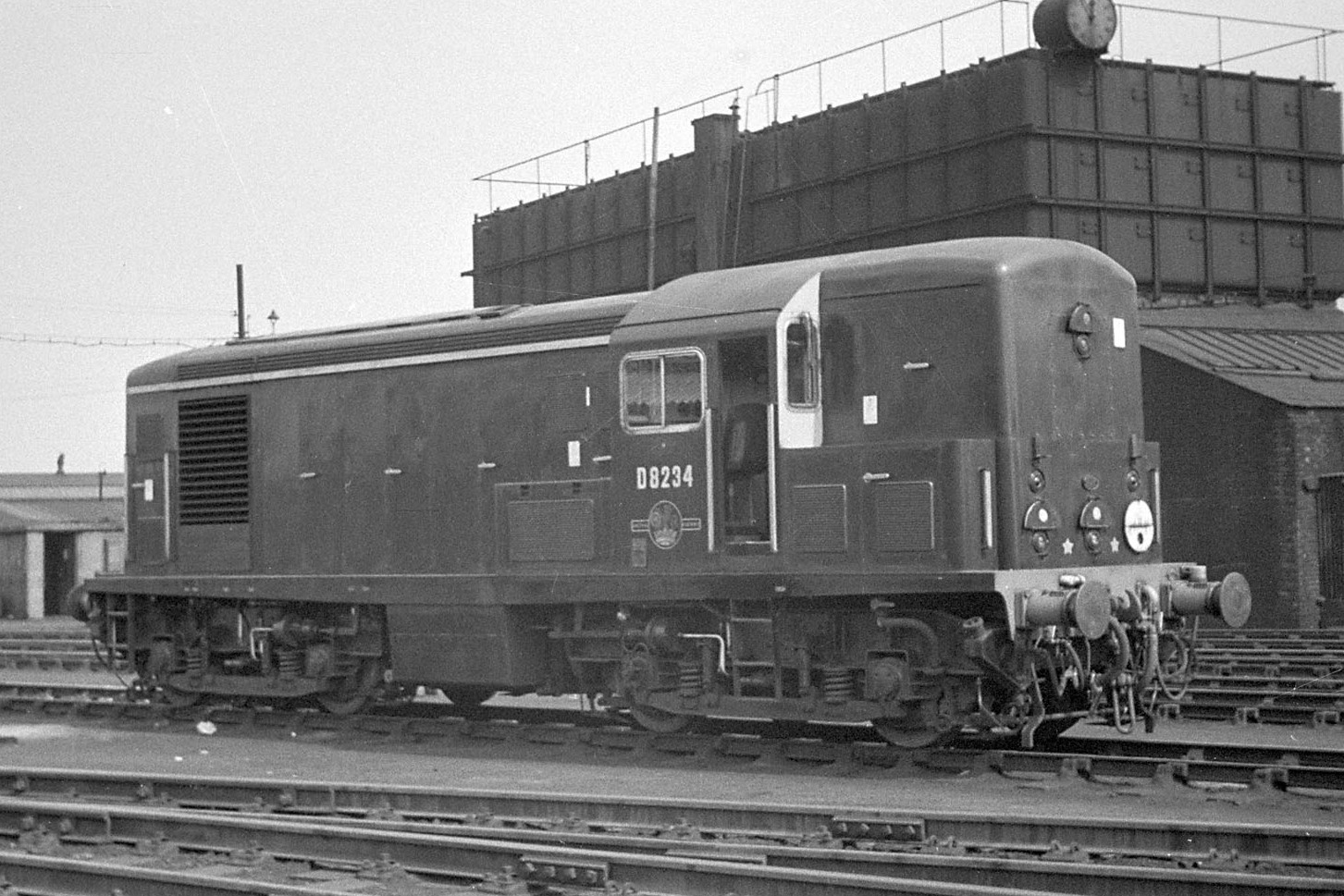
British Thomson-Houston Type 1 (BR-Klasse 15)

Die Class 20 konnte auf dem ganzen Streckennetz der BR eingesetzt werden und galt Mitte der 1960er Jahre als eine der zuverlässigsten Diesellokomotiven von British Railways. Die Verlagerung des Güterverkehrs auf die Straße führte jedoch zu Überzahl leistungsschwächeren Diesellokomotiven. Die Lokomotiven der BR-Klasse 20 konnten jedoch in Mehrfachtraktion arbeiten und so auch schwereren Verkehr bewältigen. Die meisten verbrachten den größten Teil ihrer Nutzungsdauer paarweise Vorbau an Vorbau gekuppelt, um eine stärkere Einheit mit einer Leistung von 1490 kW (1500 hp) zu bilden, die mit den beiden außenliegenden Führerständen auch eine bessere Streckensicht boten. Sie bespannten oft die von Beeching eingeführten Ganzzüge mit Selbstentladewagen für den Kohletransport. Im Rahmen der Rationalisierung des Triebfahrzeugeinsatzes in den 1970er und 1980er Jahren waren die Lokomotiven der Klasse 20 eine der wenigen Lokomotivbaureihen, die umfassend modernisiert wurden.
Nach der Einführung von Betriebssektoren bei British Railways in den 1980er Jahren wurden die meisten Lokomotiven der Klasse 20 der Güterverkehrssparte Railfreight zugeteilt. Sie wurden jedoch ab Mitte der 1980er Jahre nach und nach ausgemustert. Einige kamen beim Bau des Kanaltunnels und der Hochgeschwindigkeitsstrecke HS1 zum Einsatz. Außerdem gelangten einige nach Frankreich, wo sie für verschiedene Zwecke eingesetzt wurden. Auch Direct Rail Services (DRS) setzte viele Lokomotiven der Klasse 20 vor Spezialzügen für den Transport von abgebrannter Brennelemente ein. Später erwarb die Harry Needle Railroad Company einige der DRS-Lokomotiven, die für den Transport neuer U-Bahn-Züge von den Herstellern zur Londoner U-Bahn eingesetzt wurden.
2024 waren die meisten Lokomotiven der Klasse 20 ausgemustert oder bei Museumsbahnen untergebracht; das Bauunternehmen Balfour Beatty und die auf den Transport von Schienenfahrzeugen spezialisierte RailAdventure setzen jedoch weiterhin sechs Lokomotiven im Streckendienst ein.

## Technik

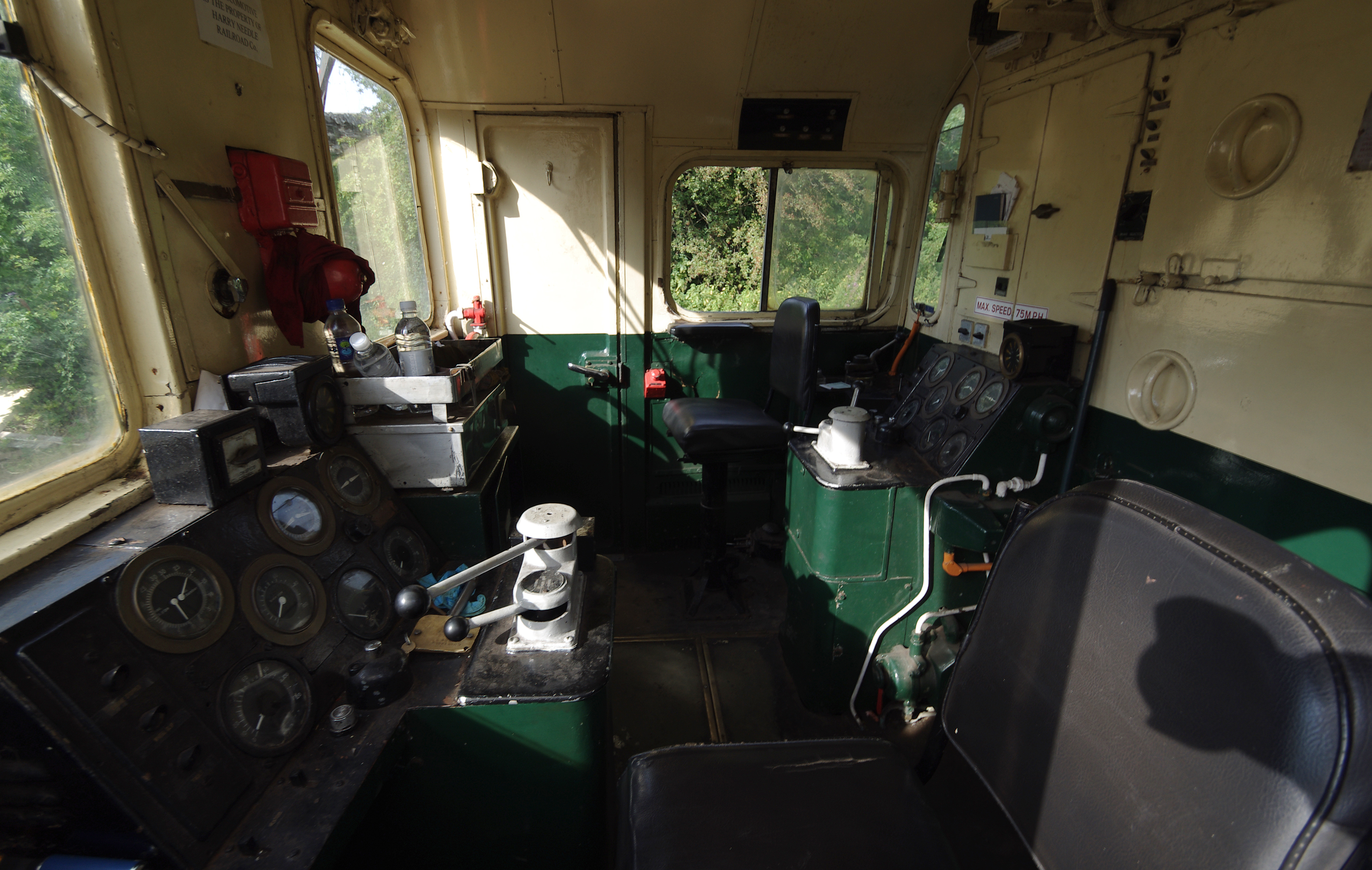
Innenansicht des Führerstandes

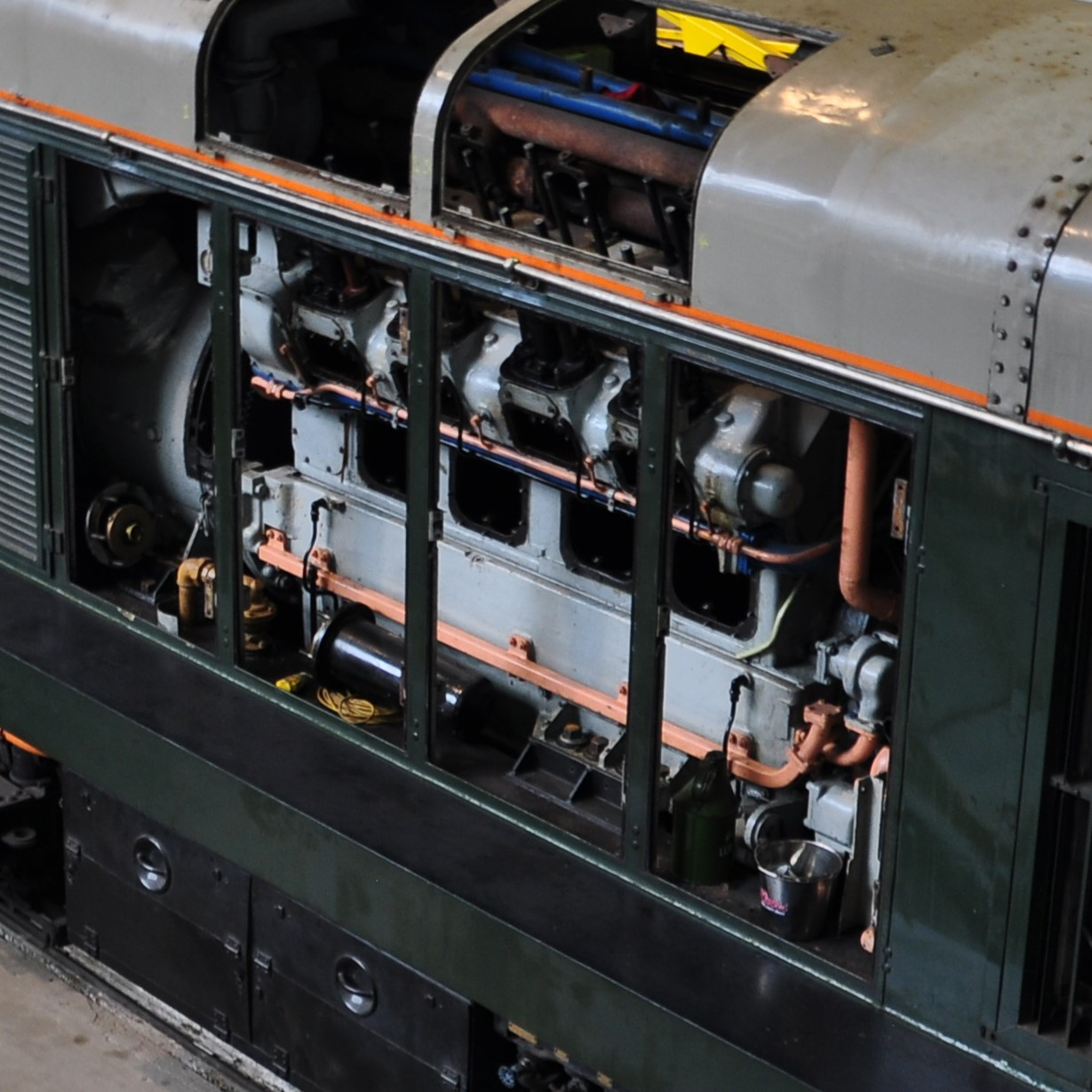
Dieselmotor EE 8 SVT Mk II

Die vierachsigen, 73 Tonnen schweren Diesellokomotiven haben eine Leistung von 745 kW (1000 hp) und können eine Geschwindigkeit von 120 km/h (75 mph) erreichen. Sie sind für den leichten Güterverkehr ausgelegt und verfügen über keine Zugheizung. Im Gegensatz zu den meisten britischen Diesellokomotiven, bei welchen die technische Ausrüstung in einem Maschinenraum untergebracht ist, ist die technische Ausrüstung bei den Lokomotiven der Klasse 20 unter einem langen Vorbau untergebracht, an dessen hinterem Ende der Führerstand anschließt.
Diese Anordnung führte zu eingeschränkten Sichtverhältnissen ähnlich wie bei einer Dampflokomotive bei Fahrten mit dem Vorbau voraus, ergibt aber bei Rückwärtsfahrt eine freie Sicht auf die Strecke. Aus diesem Grund war es üblich, die Lokomotiven paarweise mit den Vorbauten gegeneinander zu kuppeln, sodass in beiden Fahrtrichtungen mit dem Führerstand voraus gefahren werden konnten. Die Lokomotiven waren von Beginn an mit einer Vielfachsteuerung ausgerüstet, die auch mit den Lokomotiven der Klassen 31, 37 und 40 kompatibel war. Betreiber, die ihre Lokomotiven regelmäßig einzeln einsetzten ließen auf der Vorbauseite Videokameras montieren, um bei Fahrten mit dem Vorbau voraus eine bessere Streckensicht zu haben.
Der Dieselmotor des Typs 8SVT Mk II ist ein Achtzylinder-V-Motor mit Abgasturbolader und Ladeluftkühler. Er treibt den Hauptgenerator EE 819-3C und den Hilfsgenerator EE 911-2B an, beide ebenfalls von English Electric.

### Ausführung der Fahrzeugenden
In Großbritannien wurden zur Zeiten des Dampfbetriebs weiße Signalscheiben als Spitzensignal, den sogenannten Headcode, verwendet, um dem Stellwerkpersonal die Gattung des Zuges oder dessen Laufweg anzuzeigen. Die Lokomotiven der Klasse 20 waren bis zur Nummer D8128 mit faltbaren Signalscheiben ausgestattet. Ab 1960 erhielten die Lokomotiven Kästen mit Rollbandanzeigen, die einen vierstelligen alphanumerischen Code darstellen konnten. Ab 1976 wurden die Headcodes nicht mehr verwendet.
| Seite | Ausführung mit Signalscheiben | Ausführung mit Rollbandanzeige | Ausführung mit deaktivierter Rollbandanzeige | Ausführung mit flachen Enden |
| ----- | ----------------------------- | ------------------------------ | -------------------------------------------- | ---------------------------- |
| Nr. 1 |                               |                                |                                              |                              |
| Nr. 2 |                               |                                |                                              |                              |

### Ähnliche Lokomotiven
Die Lokomotiven der Baureihe 1400 der Portugiesischen Staatsbahn (CP), sowie die Klasse G der Midland Railway of Western Australia (MRWA)  basieren auf der BR-Klasse 20.

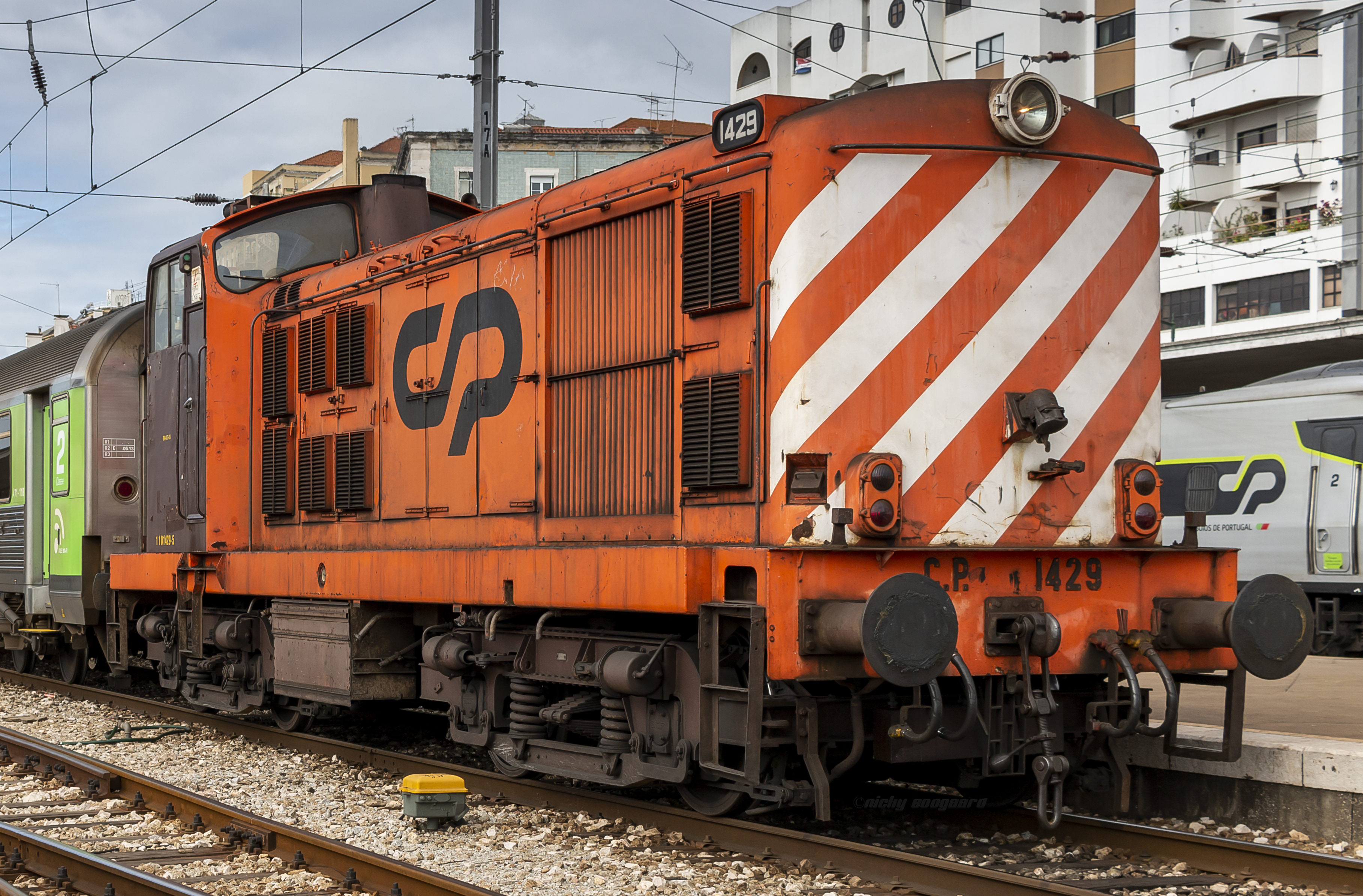
CP-Baureihe 1400
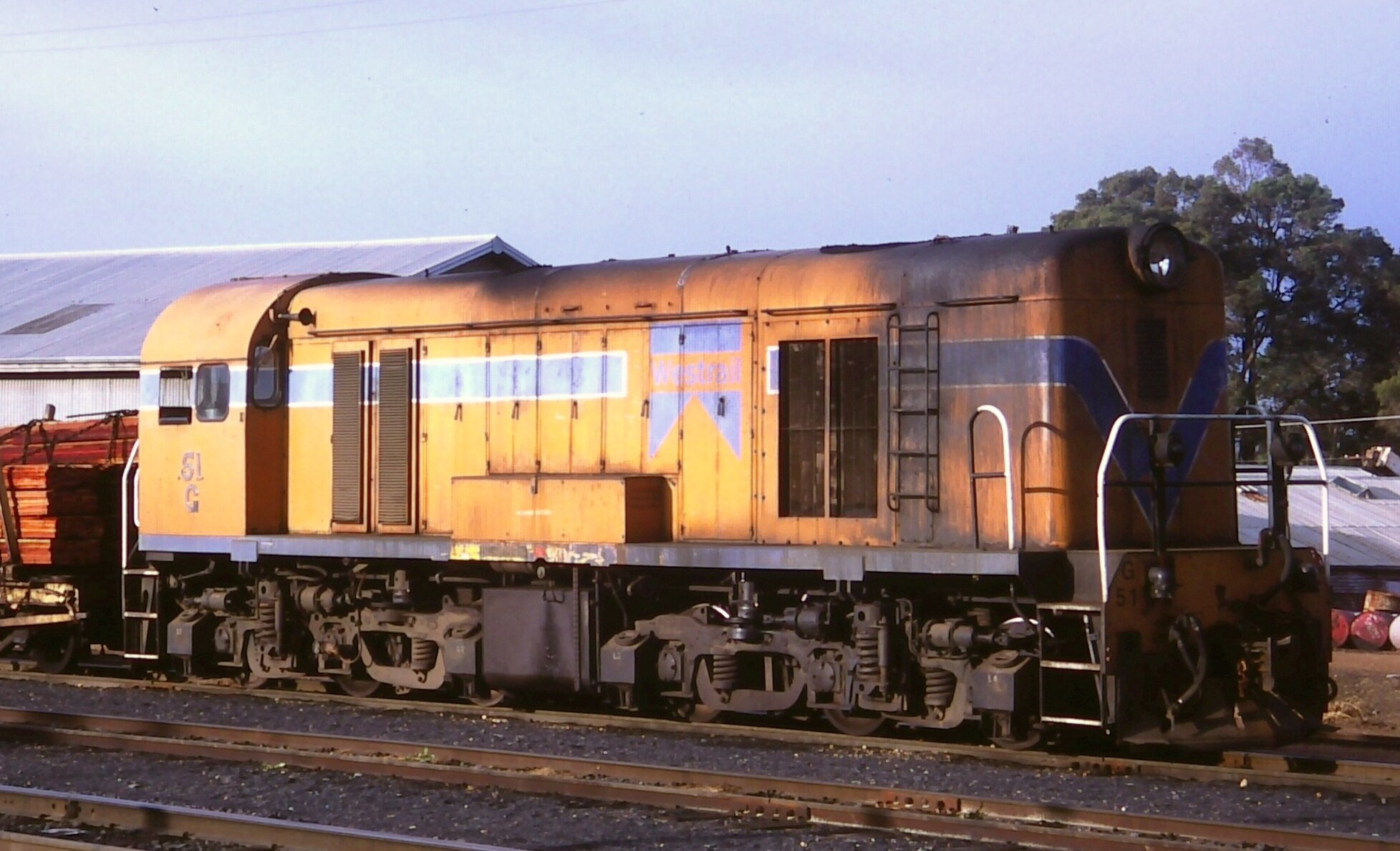
MRWA-Klasse G

### Unterklassen

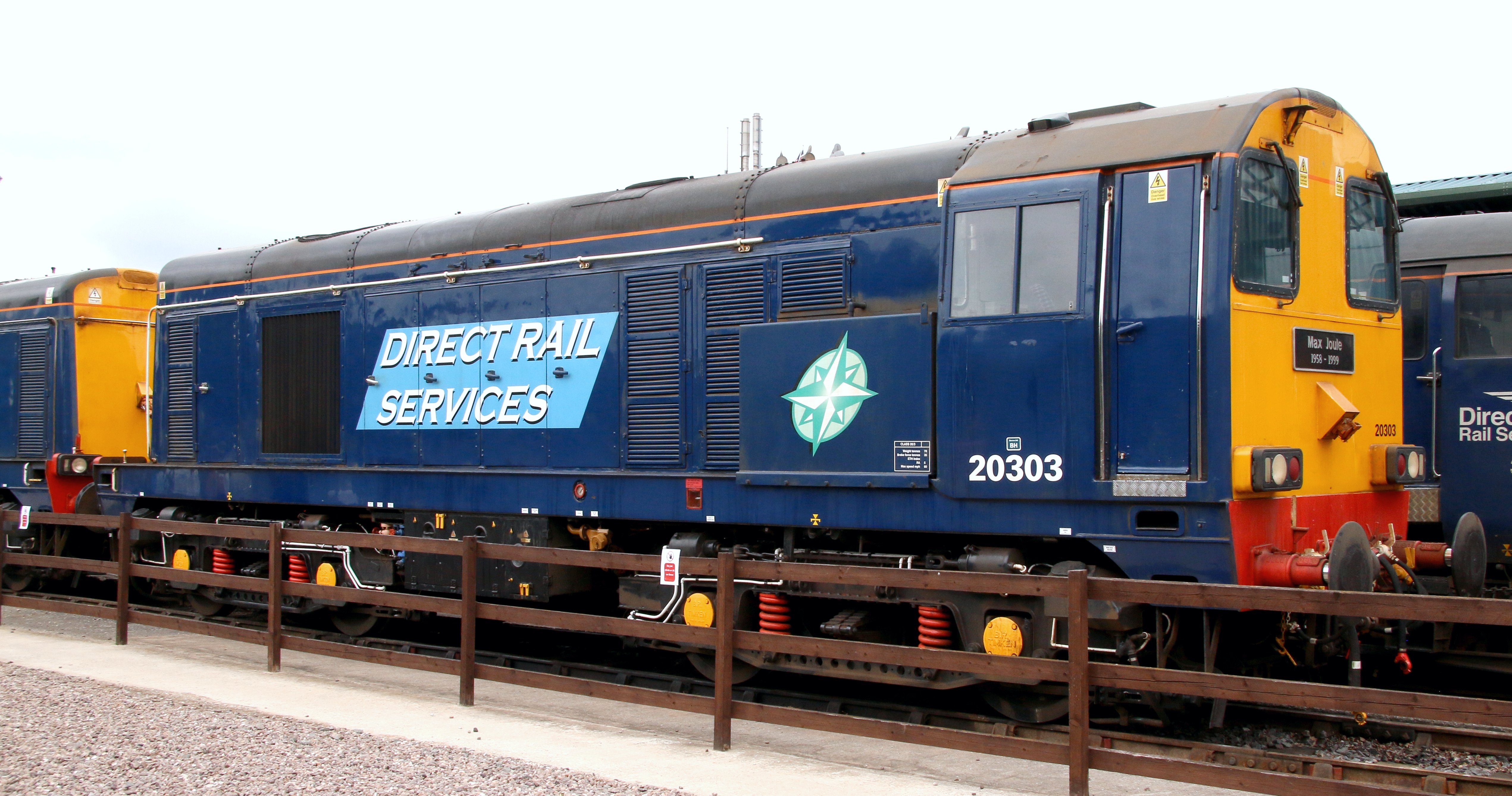
Lokomotive der Unterklasse 20/3 von DRS

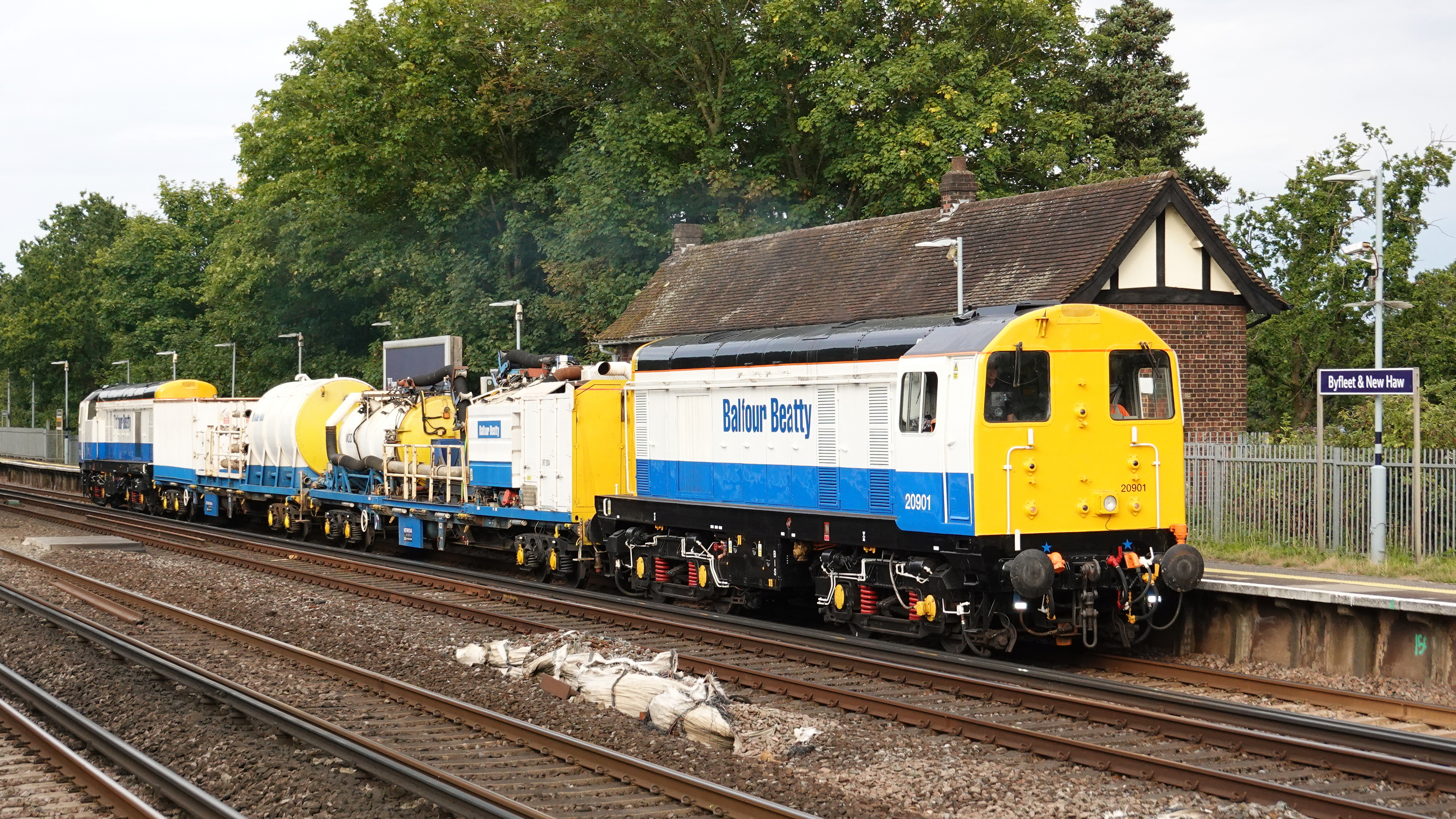
Kanalreinigungszug der Balfour Betty mit zwei Lokomotiven der Klasse 20/9

- 20/0: normale Version ohne Änderungen
- 20/3 (BR): Acht Lokomotiven mit den Nummern 20 301 bis 20 308, die 1986 von der BR-Werkstatt in Toton, Broxtowe für Schottertransporte aufgearbeitet wurden, wobei die Höchstgeschwindigkeit auf 100 km/h (60 mph) herabgesetzt wurde.[8]
- 20/3 (DRS): 15 Lokomotiven mit den Nummern 20 301 bis 20 315, die in den 1990er Jahren durch Brush Traction (5 Lokomotiven, 1995) und Wabtec (10 Lokomotiven, 1998) aufgearbeitet wurden.[12] Alle Lokomotiven erhielten glatte Stirnwände mit der Steckdose des Vielfachsteuerkabels in der Mitte, eine neue Führerstandausstattung und neue Seitenfenster im Führerhaus[13] sowie eine moderne Außenbeleuchtung.[14] Zudem wurde die Vakuumbremse entfernt.[12] Die von Brush umgebauten Lokomotiven hatten eine auf 100 km/h (60 mph) herabgesetzte Höchstgeschwindigkeit. Bei beiden Varianten wurde die Tankanlage vergrößert, die Tanks der von Brush umgebauten Lokomotiven fassten 2900 Liter (640 gal), die von Wabtec 4920 Liter (1081 gal).[13]
- 20/9: Sechs Lokomotiven mit den Nummern 20 901 bis 20 906, die 1989 von Hunslet-Barclay gekauft und in Kilmarnock aufgearbeitet wurden. Die Höchstgeschwindigkeit wurde auf 100 km/h (60 mph) herabgesetzt, die Vakuumbremse entfernt.[12] Die Lokomotiven wurden für Unkrautbekämpfungszüge eingesetzt[15] und machten die Klasse 20 zur ersten Baureihe von Lokomotiven im Privatbesitz, die auf dem öffentlichen Streckennetz verkehren durften.[9] Die Lokomotiven wurden Anfang 1999 an DRS verkauft, zwei gelangten über Harry Needle Railroad Company (HNRC) im Januar 2024 in den Besitz des Bauunternehmens Balfour Beatty, das die Lokomotiven zusammen mit einem Kanalreingiungszug verwendet.[16]

## Betrieb

### British Rail

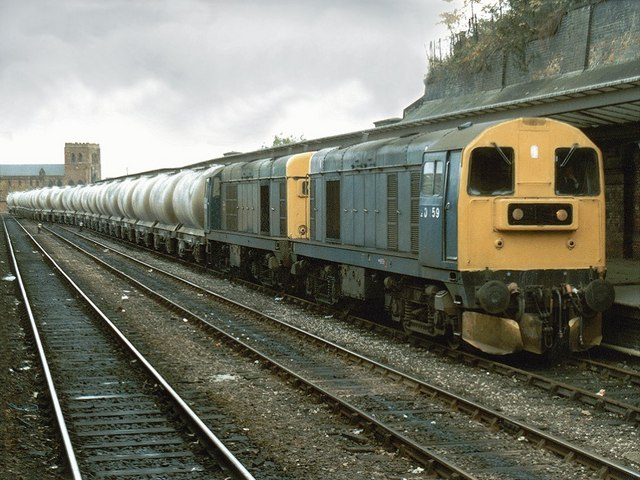
Zwei Vorbau an Vorbau gekuppelte Lokomotiven der BR-Klasse 20 vor einem Kesselwagenzug (1986)

Die ersten zwanzig Lokomotiven mit den Nummern D8000 bis D8019 wurden dem Depot Devons Road in Bow in London zugewiesen und vor Güterzügen eingesetzt, die zwischen den großen Rangierbahnhöfen im Raum London verkehrten. Die folgenden acht Loks wurden dem Depot Hornsey im Norden Londons zugewiesen. Nach einem Versuch mit D8006 wurden D8028 bis D8034 in das schottische Hochland gesandt, weshalb die Führerhäuser unterhalb der Seitenfenster Taschen zum Anbringen des dort verwendeten Tokenfängers nach dem System Manson erhielten. D8035 bis D8044 sollten ursprünglich Norwich zugeteilt werden, wurden jedoch zum Rangieren von leeren Reisezügen in London Euston verwendet. D8050 bis D8069 wurden dem neuen Depot Tinsley bei Sheffield zugewiesen, von wo aus sie regelmäßig im Lincolnshire und in Humberside eingesetzt wurden. D8070 bis D8127 wurden in die schottischen Lowlands geliefert, wo sie insbesondere im Gebiet entlang der Flüsse Forth und Clyde und im Kohlegebiet Fife eingesetzt wurden. Nach der Lieferung von 128 Lokomotiven, die sich auf mehrere Bestellungen verteilten, wurde die Produktion im August 1962 zugunsten des neuen Standardtyps 1, der später als BR-Klasse 17 bezeichneten Clayton eingestellt. Diese konnte aber die in sie gesteckten Erwartungen nicht erfüllen, womit eine zweite Bestellung von 100 Lokomotiven der Klasse 20 aufgegeben wurde.

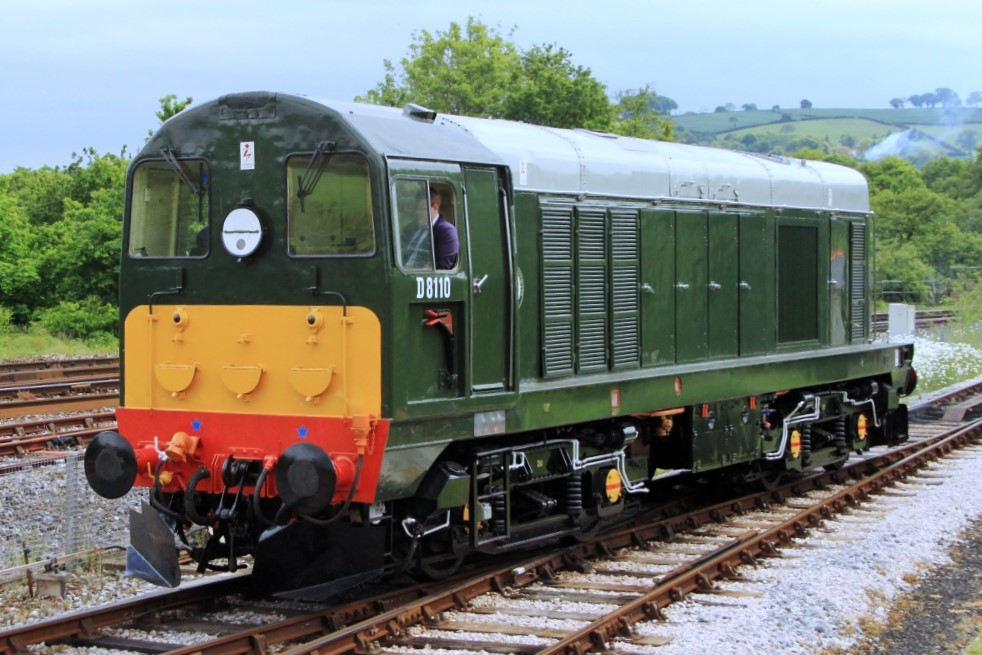
D8110 in original grüner Farbgebung von British Railways mit Manson Tokenfänger unterhalb der Seitenfenster des Führerhauses

Die erste Lokomotive der zweiten Produktionsperiode wurde im Januar 1966 mit der Nummer D8128 geliefert, die letzte 1968. Mit der Auslieferung der zusätzlichen Loks blieben nicht mehr genügend durchgehende Nummern im Bereich D80xx und D81xx übrig. Weil die Nummern D82xx bereits vergeben waren, wurden die zusätzlichen Lokomotiven in der Nummernbereich D83xx eingefügt.

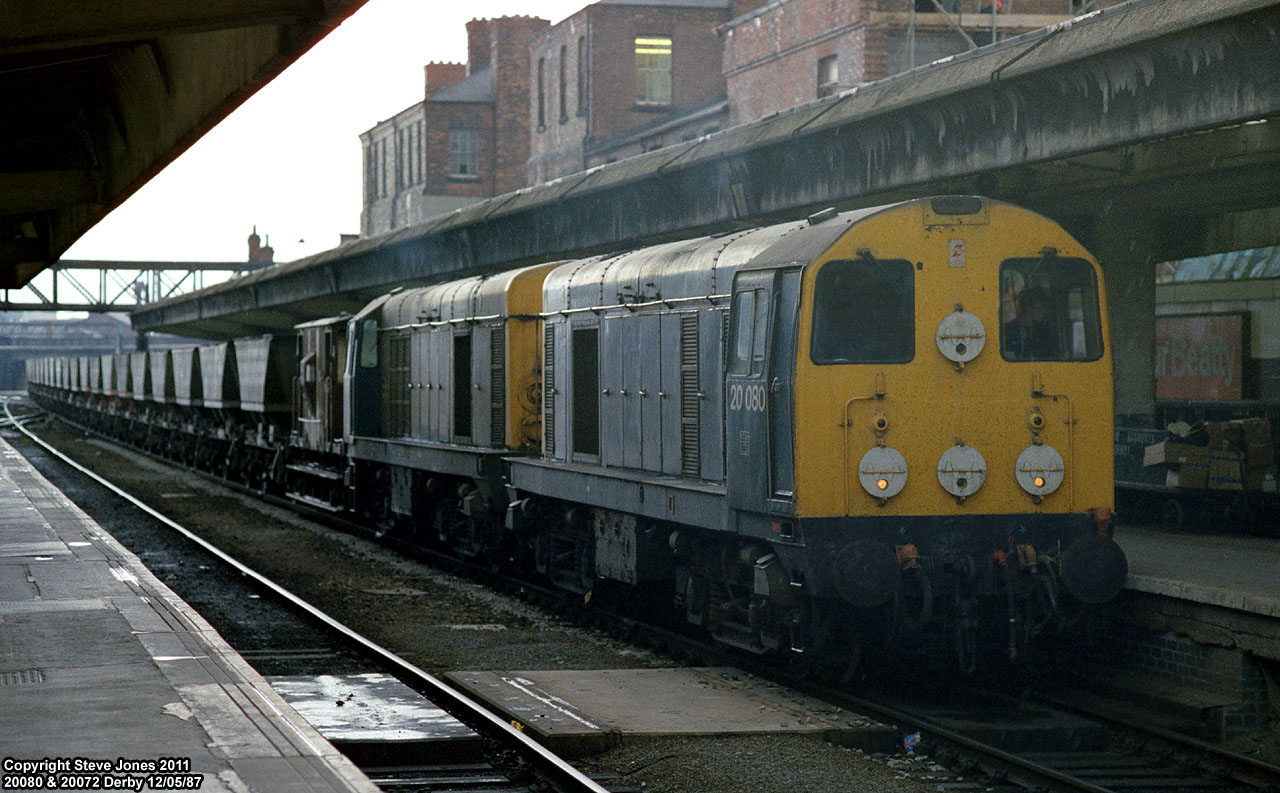
Zwei Lokomotiven der BR-Klasse 20 mit einem Merry-go-round train

1967 führten die Lokomotiven D8179 und D8317 versuchsweise Kohlenzüge, die als Merry-go-round trains (MGRs) bezeichnet wurden, was sich in Deutsch als Karussell-Züge übersetzen lässt. Diese Züge bestanden aus zweiachsigen Selbstentladewagen der Gattung HAA, die während langsamer Fahrt be- und entladen wurden. Für diesen Betrieb benötigten die Lokomotiven eine elektronische Langsamfahrsteuerung, die als Slow Speed Control bezeichnet wurde. Die Versuche waren erfolgreich, so dass alle Lokomotiven ab D8316 die Langsamfahrsteuerung ab Werk eingebaut erhielten. Einige Züge für das Kohlekraftwerk Longannet am Firth of Forth in Schottland verkehrten mit drei Lokomotiven – einer Doppeltraktion an der Zugspitze und einer einzelnen Lokomotive am Schluss des aus 42 HAA-Wagen bestehenden Zuges. Diese Zugzusammenstellung ermöglichte das Wenden ohne Umfahren des Zuges.
Über mehrere Jahrzehnte hinweg erbrachten die Lokomotiven einen beachtlichen Einsatz in den East Midlands, in South Yorkshire und in den schottischen Lowlands. Sie waren typischerweise östlich der Pennines im Einsatz. Zusätzlich zu einem breiten Spektrum allgemeiner Einsätze wurden die Lokomotiven auch für Bau- und Unkrautbekämpfungszüge eingesetzt. Dadurch gibt es nur wenige Strecken des britischen Netzes, die von der Klasse 20 nicht befahren wurden.
Die Lokomotiven der Klasse 20 wurden nach und nach durch die Klasse 56, 58 und 60 ersetzt und ausgemustert oder an private Betreiber und Museumsbahnen abgegeben.

### Einsätze im Personenverkehr

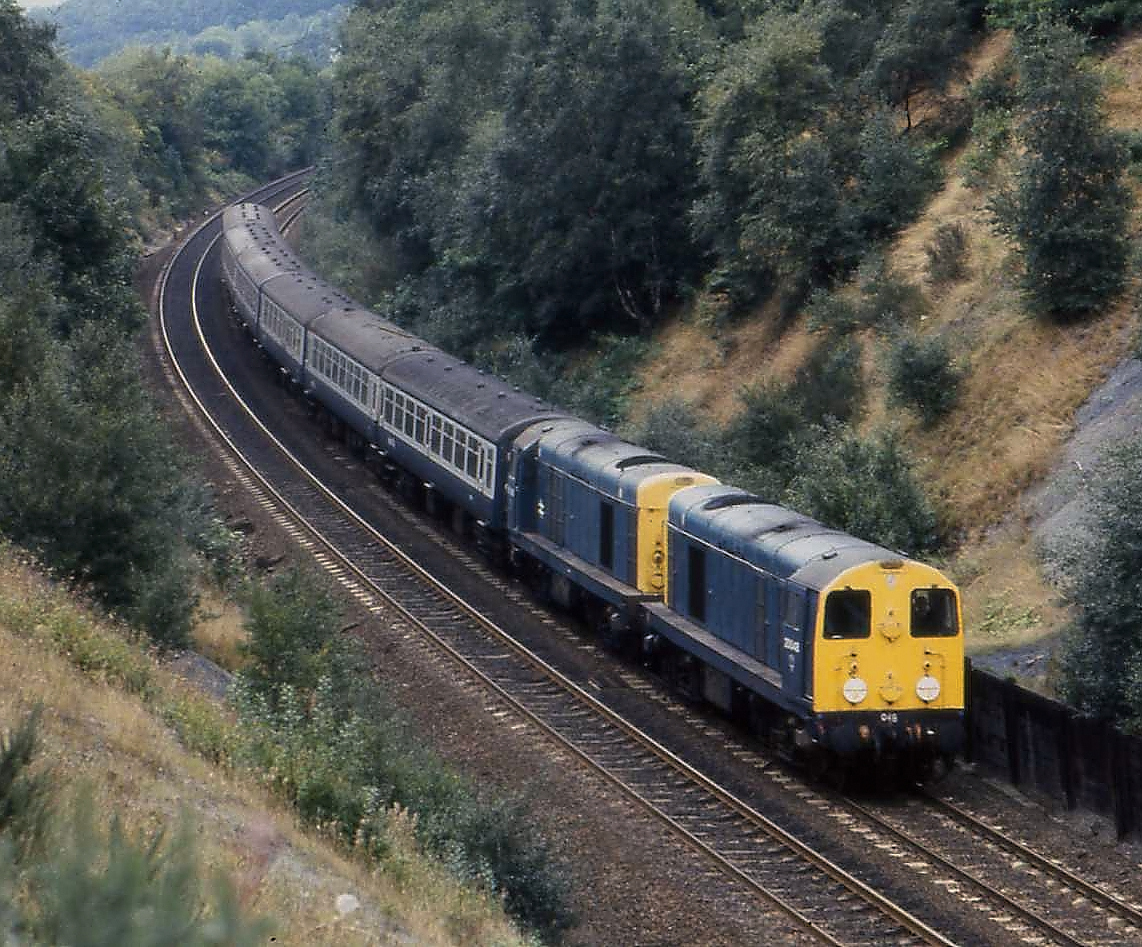
Zwei Loks der BR-Klasse 20 ziehen einen Personenzug

Die BR-Klasse 20 war in Personenzügen nur eingeschränkt einsetzbar. Eine kleine Anzahl wurde mit einer Leitung für die Dampfheizung ausgestattet, damit sie vor Zügen auf der West Highland Line als zweite Lokomotive hinter einer Lokomotive der Klasse 27 eingesetzt werden konnte. Über viele Jahre hinweg wurden die Lokomotiven während den Hochsommermonaten in Doppeltraktion vor fahrplanmäßigen Zügen zu den Badeorten eingesetzt, insbesondere nach Skegness. Die Züge verkehrten oft als The Jolly Fisherman und begannen an verschiedenen Orten, darunter Burton-on-Trent, Stoke-on-Trent, Derby und Leicester. Gelegentlich wurden die Lokomotiven auch für Dienste zu anderen Ferienorten an der Ostküste Englands eingesetzt oder erfüllten Aufgaben als Vorspannlokomotive. Zudem kamen sie zum Einsatz bei Umleitungen von normalerweise elektrisch gezogenen Zügen über kurze, nicht elektrifizierte Strecken.

### Nach der Privatisierung

#### British Rail Telecommunications (BRT)
Der bei der Privatisierung von British Rail entstandene Telekomdienstleistungsanbieter British Rail Telecommunications (BRT) verwendete Lokomotiven der Klasse 20, die mit der Langsamfahrsteuerung ausgestattet waren, für die Kabellegezüge. BRT sicherte sich zwölf Lokomotiven aus den Beständen der BR und versteckte sie in einem nicht mehr genutzten Tunnel, um zu vermeiden, dass andere Teile der auseinanderbrechenden BR beim Anblick der abgestellten Lokomotiven Anspruch auf diese erheben würden. Die BRT wollte unabhängig von Leasinggesellschaften und anderen Eisenbahnverkehrsunternehmen agieren, da hier oft mehrere Monate im Voraus gebucht werden musste.
Die BRT ließ von den zwölf Lokomotiven nur vier betriebsfähig aufarbeiten und mit Namen versehen, nämlich die Lokomotiven 20 075 Sir William Cooke, 20 128 Guglielmo Marconi, 20 131 Almon B. Strowger und 20 187 Sir Charles Wheatstone. Die Lokomotiven 20 131 und 20 187 erlitten schwerwiegende Schäden und wurden schließlich verschrottet. Die übrigen beiden Lokomotiven waren mit Unterbrechungen im Einsatz, wurden jedoch mit der Umstellung auf Glasfaserkabel, die von Hand eingezogen werden konnten, nicht mehr benötigt und an DRS verkauft.

#### Direct Rail Services (DRS)

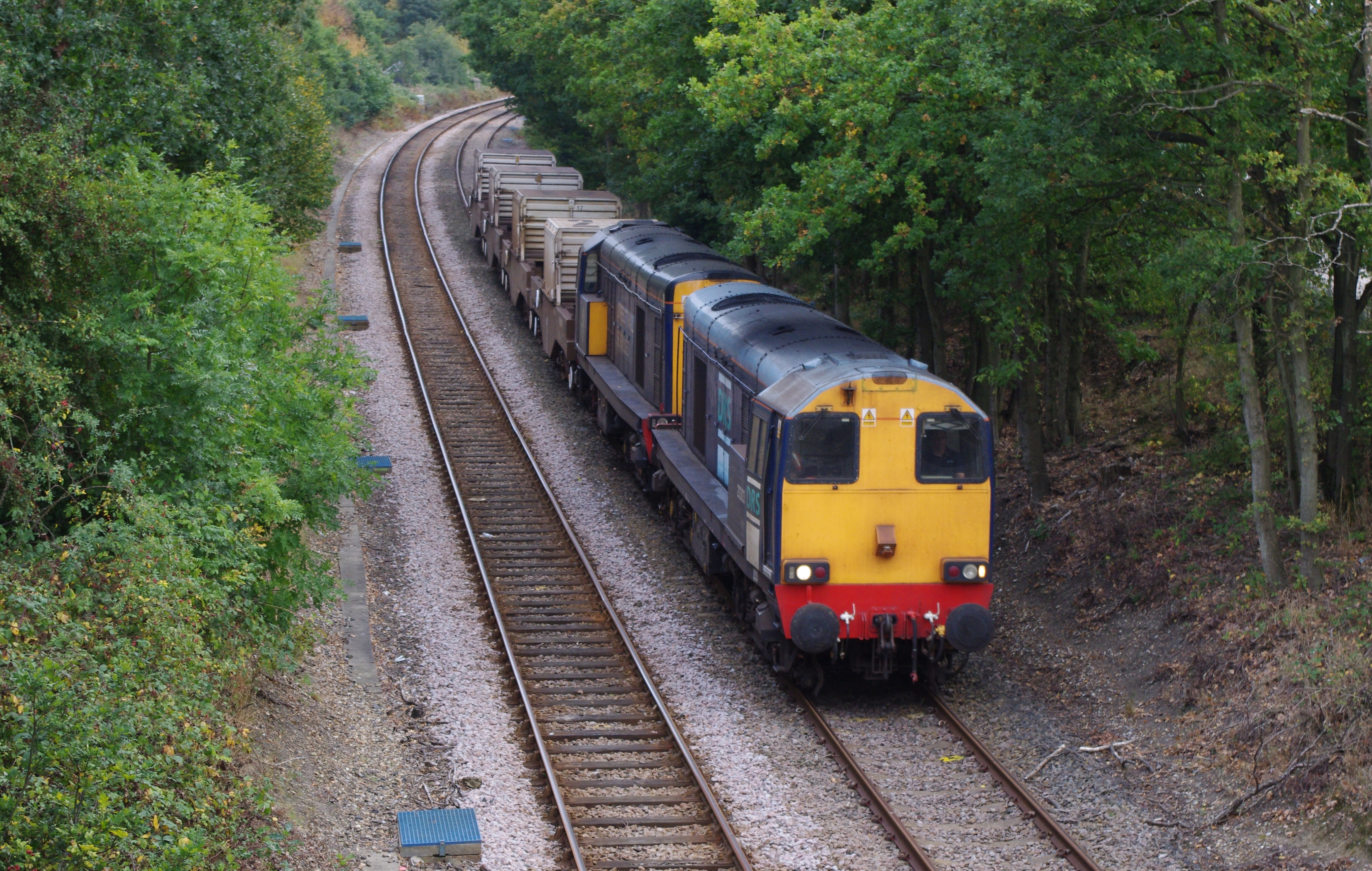
Zwei Lokomotiven der Klasse 20/3 von DRS mit einem Zug für abgebrannte Brennelemente

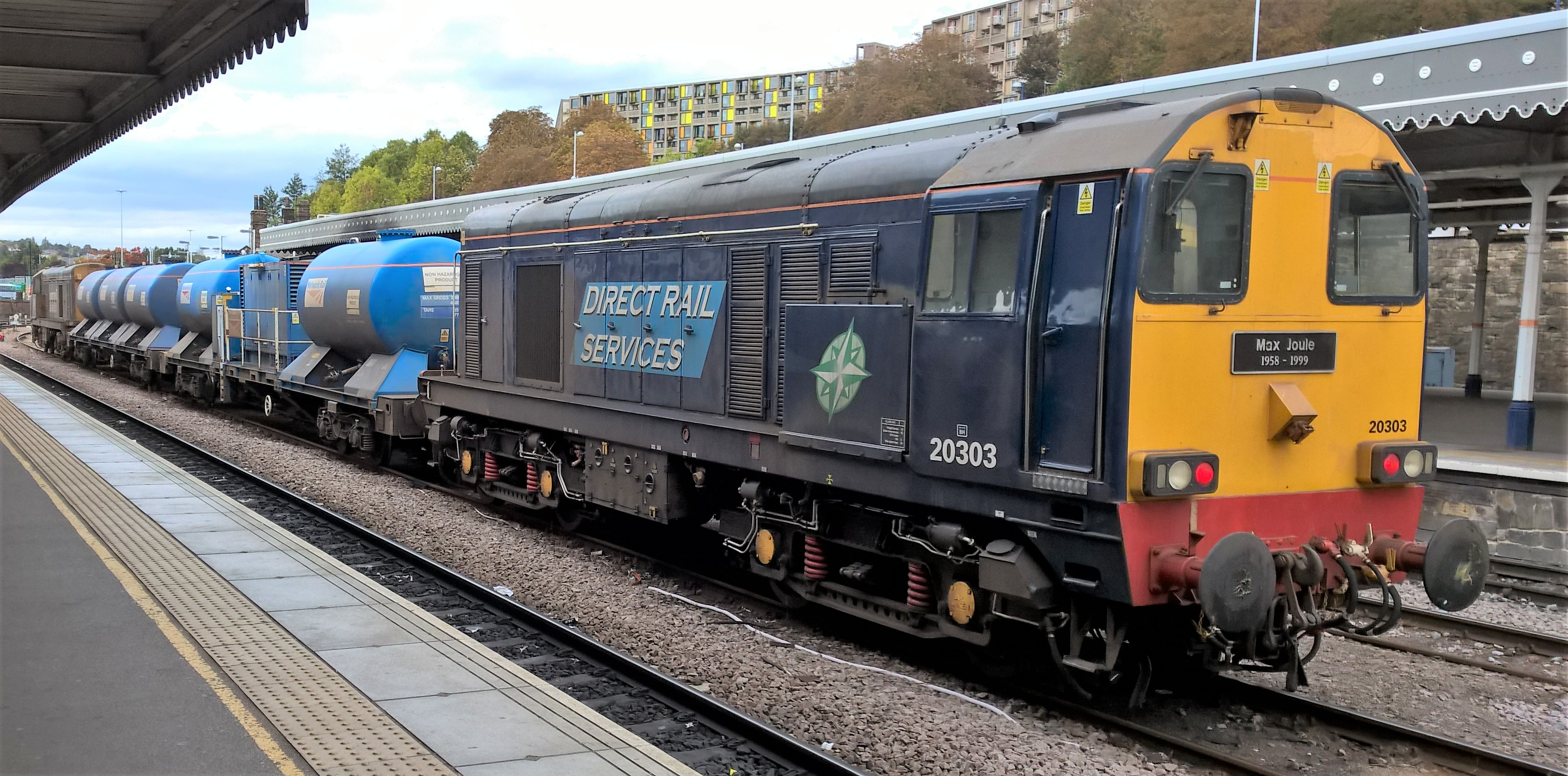
Zwei Lokomotiven der Klasse 20/3 de DRS mit einem Rail-Head-Treatment-Trains (RHTT)

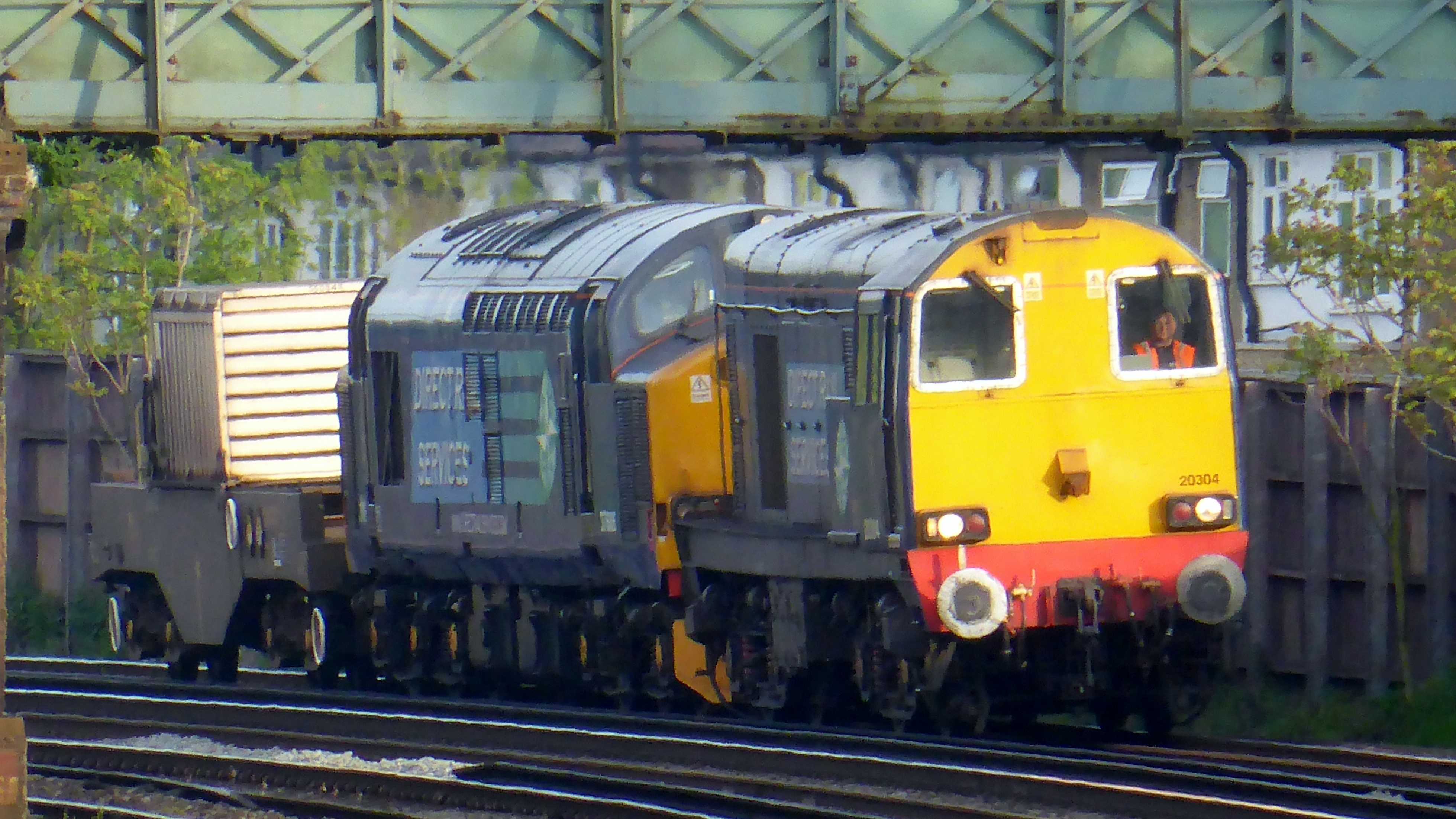
Eine Lokomotive der Klasse 20/3 befördert zusammen mit einer Lokomotive der Klasse 37 einem einzelnen FNA-Wagen, der mit einem Behälter für abgebrannte Brennelemente beladen ist.

Direct Rail Services (DRS), ein Eisenbahnverkehrsunternehmen, das 1994 von British Nuclear Fuels gegründet wurde, um den Transport von radioaktiven Abfall sicherzustellen, ließ in 1995 fünf Lokomotiven aufarbeiten. Diese bewährten sich im Betrieb und entsprachen den Bedürfnissen der DRS, was das Unternehmen veranlasste, weitere Lokomotiven aufarbeiten zu lassen. Daher kaufte DRS 1997 zusätzliche 18 Lokomotiven, darunter die Reste der BRT-Flotte und fünf Lokomotiven, die nach ihrem Einsatz auf der Eurotunnel-Baustelle zum Waterman Railway Heritage Trust gelangten. Aus den 18 Loks wurden 10 ausgewählt und ebenfalls modernisiert.
Die 15 aufgearbeiteten Lokomotiven wurden der Klasse 20/3 zugewiesen und kamen in ganz Großbritannien paarweise oder in Kombination mit Lokomotiven der Klasse 37 zum Einsatz. Sie bespannten Züge mit Transportbehältern für radioaktiven Abfall auf FNA-Wagen. Während des Winters setzte das Unternehmen die BR-Klasse 20 für die Rail-Head-Treatment-Trains (RHTTs) ein, die mit Hochdruckwasserstrahlen das komprimierten Falllaub von den Schienen entfernen.
Ein besonders bemerkenswerter Zug, der von drei Lokomotiven der BR-Klasse 20 gezogen wurde, war der Kosovo-Train-for-Life-Charterzug im Herbst 1999, der 400 Tonnen Hilfsgüter von Großbritannien und Deutschland nach Kosovo brachte. Der Zug verließ den Londoner Bahnhof Kensington (Olympia) am 17. September 1999 und wurde durchgehend von den DRS-Lokomotiven der Unterklasse 20/9 mit den Nummern 20 901, 20 902 und 20 903 gezogen. Die Fahrt dauerte zwei Wochen. Der Zug erreichte den Rangierbahnhof Děčín an der Grenze zwischen Deutschland und Tschechien am 20. September und Pristina am 25. September.
Mit der Erweiterung der DRS-Flotte durch Lokomotiven der Klasse 37 wurde der Einsatzbereich der Lokomotiven der Klasse 20 kleiner, zumal es immer schwieriger wurde, für die Lokomotiven Ersatzteile zu erhalten, weshalb diese oft anderen Lokomotiven entnommen wurden. Harry Needle Railroad Company (HNRC) übernahm zwei Lokomotiven und 2013 wurden fünf Lokomotiven abgebrochen. Nach Ende des Einsatzes von drei Lokomotiven mit den Rail-Head-Treatment-Trains im Jahr 2019 wurde alle Lokomotiven der Klasse 20/3 von DRS abgestellt.

#### Harry Needle Railroad Company (HNRC)

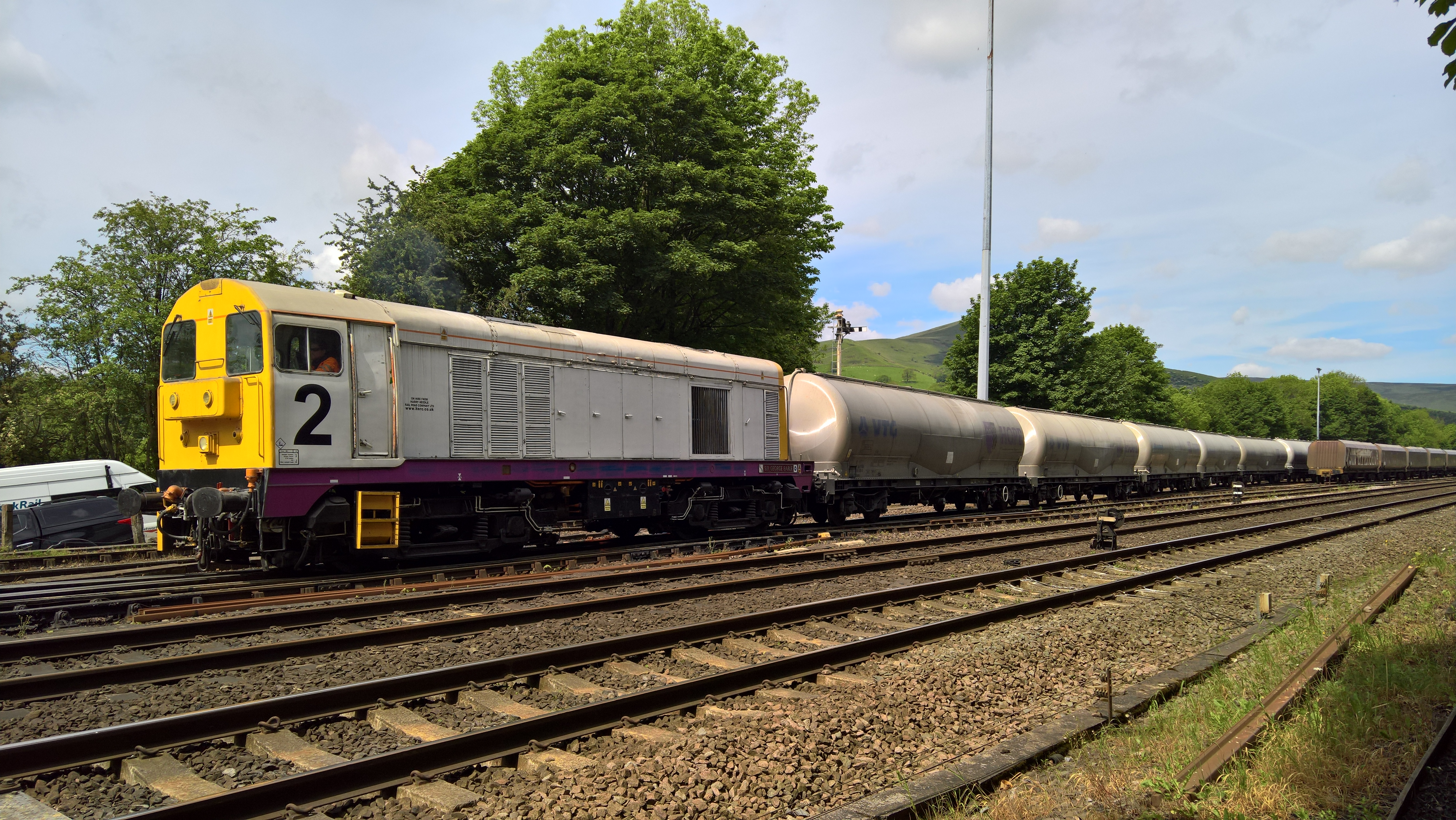
20 168 der HNRC als Rangierlokomotive Nr. 2 des Zementwerks in Hope, Derbyshire

2005 erwarb das Leasingunternehmen HNRC eine größere Anzahl Lokomotiven der Klassen 20/0 und 20/9 aus der abgestellten DRS-Flotte. Im Mai 2008 verfügte HNRC über 8 betriebsbereite und 16 abgestellte Lokomotiven der Klasse 20; zwei davon wurden von Corus, ab 2007 Tata Steel, für das Stahlwerk in Scunthorpe angemietet und trugen die Nr. 81 und 82. Zwei weitere mit den Nummern 20 168 und 20 906 sind als Rangierlokomotiven im Zementwerk in Hope, Derbyshire der Breedon Group eingesetzt.
Während eines Zeitraums von zehn Jahren, der 2019 endete, wurden mehrere Lokomotiven der Klasse-20 von HNRC eingesetzt, um neue S-Stock von Bombardier Transportation von den Litchurch Lane Works in Derby an die Londoner U-Bahn im Neasden-Depot oder im West Ruislip-Depot zur Inbetriebnahme zu liefern. Unmittelbar nach Abschluss der Lieferungen mussten die Züge mit zusätzlicher Ausrüstung für die automatische Signalisierung versehen werden, und sie wurden auf die gleiche Weise an Derby zurückgegeben. Die Formation der Züge bestand normalerweise aus einem Paar Lokomotiven der Klasse 20, einem Kupplungswagen, dem zu transportierenden Triebzug, einem weiteren Kupplungswagen und zwei weitere Lokomotiven der Klasse 20 ab Zugschluss.

#### Rail Operations Group
Ab März 2020 mietete Rail Operations Group vier Lokomotiven der BR-Klasse 20 von HNRC für den Transport von Schienenfahrzeugen, z. B. zur Verschrottung von BR-Mark-3-Wagen oder von Bombardier-Aventra-Zügen der BR-Klasse 710 für London Overground zwischen Einsatzort und Werk des Herstellers in Derby. Die Nummern dieser vier Lokomotiven der BR-Klasse 20 waren 20 118, 132, 311 und 314. Im Mai 2020 waren dies die einzigen vier Lokomotiven der BR-Klasse 20, die regelmäßig auf Hauptstrecken eingesetzt wurden.

#### Waterman Heritage Trust
Der Trust des Musikproduzenten Pete Waterman war eine Zeit lang im Besitz einiger Lokomotiven der Klasse 20, die zuvor auf der Baustelle des Eurotunnels eingesetzt waren. Eine dieser Lokomotiven war die 20 188, die 1995 im James-Bond-Film GoldenEye als Lokomotive des russischen Panzerzugs diente. Die Filmszenen wurden auf der Nene Valley Railway gedreht. Im Jahr 1999 verkaufte Waterman fünf Lokomotiven der Klasse 20 an den DRS. Die James-Bond-Lokomotive verkaufte er 2000 an die Somerset and Dorset Locomotive Company, die sich auf die Vermietung historischer Lokomotiven spezialisiert hat.

#### Class 20 Locomotive Society (CTLS)
Die Gesellschaft unterhält und pflegt drei Lokomotiven der Klasse 20, die sowohl als historische Fahrzeuge als auch für kommerzielle Einsätze genutzt werden. Die erste Lokomotive, die CTLS 1991 erwarb, ist die letzte gebaute Lokomotive der Klasse 20, die 20 227. Diese Lokomotive war die erste historische Lokomotive, die eine Zulassung für Fahrten auf dem öffentlichen Streckennetz erhielt, und wurde von CTLS zunächst für Crashtests von Reisezugwagen im Railway Technical Centre in Derby eingesetzt. Danach war sie im Einsatz bei der Gleiserneuerung der London Underground, wurde für den Fahrleitungsbau im Eurotunnel verwendet, führte RHTT-Züge zur Laubbekämpfung und überführte die fabrikneuen London-Underground-S-Stock-Züge von Herstellerwerk in Derby nach London. Die Einnahmen aus den kommerziellen Einsätze werden verwendet, um die Lokomotiven im Besitz der Society zu erhalten. Aufgrund ihrer zahlreichen Einsätze im Zusammenhang mit London Underground erhielt die Lokomotive 20 227 Sonderanstriche mit Bezug zur U-Bahn. Sie trug zeitweise den Namen des Dichters Sir John Betjeman. 2017 gab die Lokomotive diesen an die 20 142 von Michael Owen Railtours ab und erhielt neu den Namen Sherlock Holmes.
CTLS besitzt auch die 20 001, die zweite Lokomotive der Klasse 20. Diese Lokomotive war ebenfalls im Kanaltunnel für die Fahrleitungsmontage im Einsatz und fährt seit langem im original-grünen Anstrich als D8001 bei der Epping Ongar Railway. Die zuletzt erworbene Lokomotive 20 205 wurde für den Einsatz auf dem öffentlichen Streckennetz aufgearbeitet und wird zusammen mit der 20 007 von Michael Owen Railtours für Sonderfahrten eingesetzt. Das Reisebüro besitzt auch noch die 20 142, die zusammen mit der 20 227 von CTLS ebenfalls für Sonderfahrten eingesetzt wird.

#### Andere Betreiber
Einige Lokomotiven der BR-Klasse 20 wurden im Eurotunnel und auf der Hochgeschwindigkeitsstrecke High Speed 1 für Fahrleitungsbauzüge eingesetzt, während andere nach Frankreich gelangte und von der Compagnie des Chemins de Fer Départementaux (CFD) auf Werksbahnen eingesetzt wurden. Sie sind jedoch inzwischen wieder nach Großbritannien zurückgekehrt. Sechs Lokomotiven wurden von Hunslet-Barclay 1989 übernommen und zur Klasse 20/9 für die Verwendung vor Unkrautbekämpfungszügen umgebaut.

## Lackierungen

### British Rail

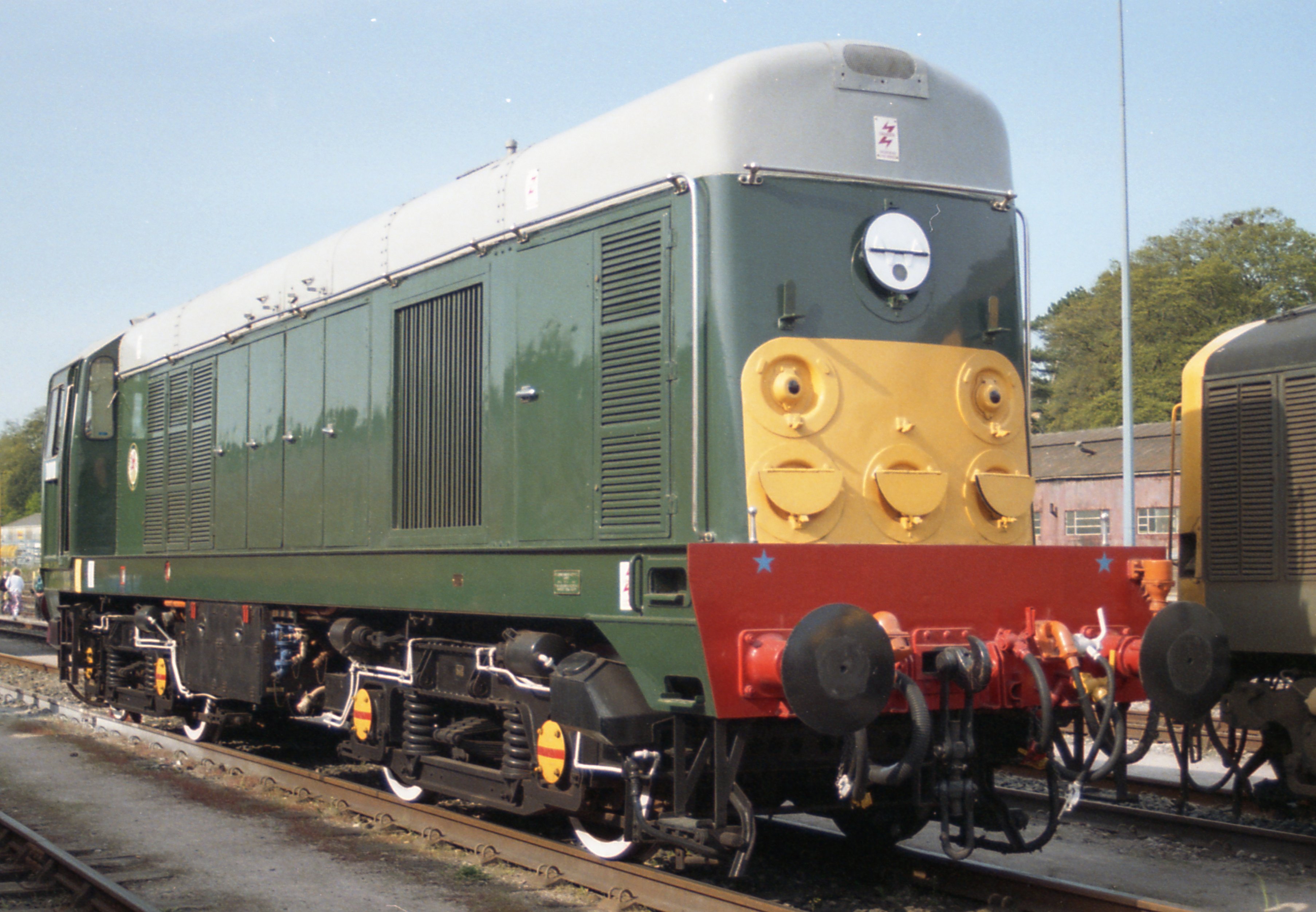
D8110 in grün mit gelbem Warnanstrich an der Front

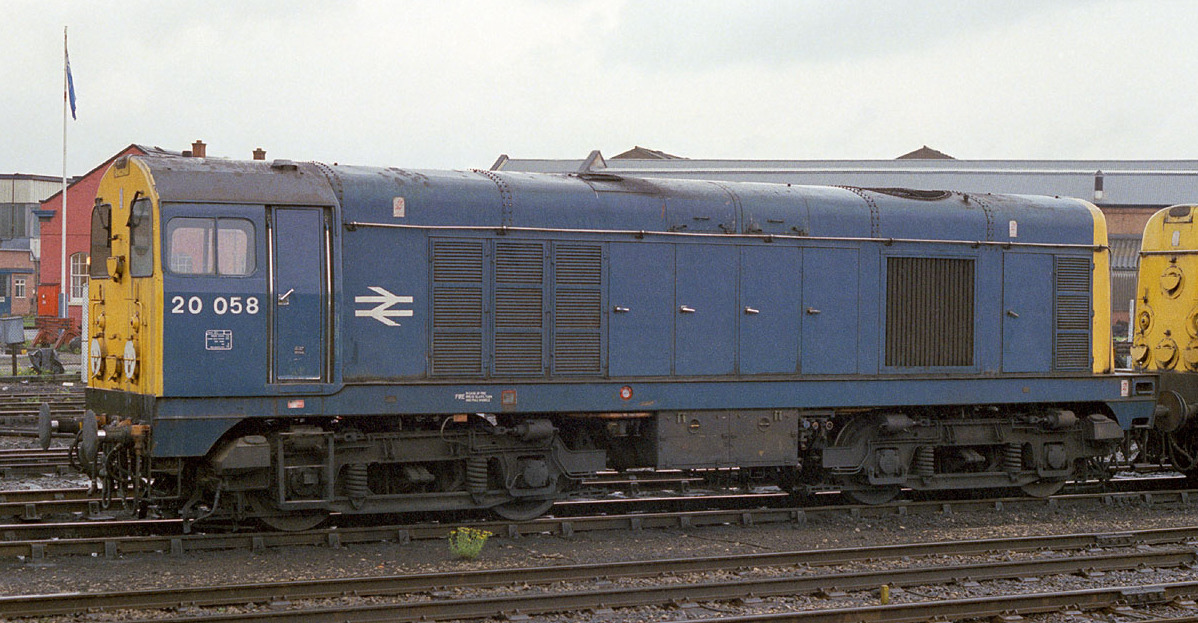
20 058 in Rail Blue

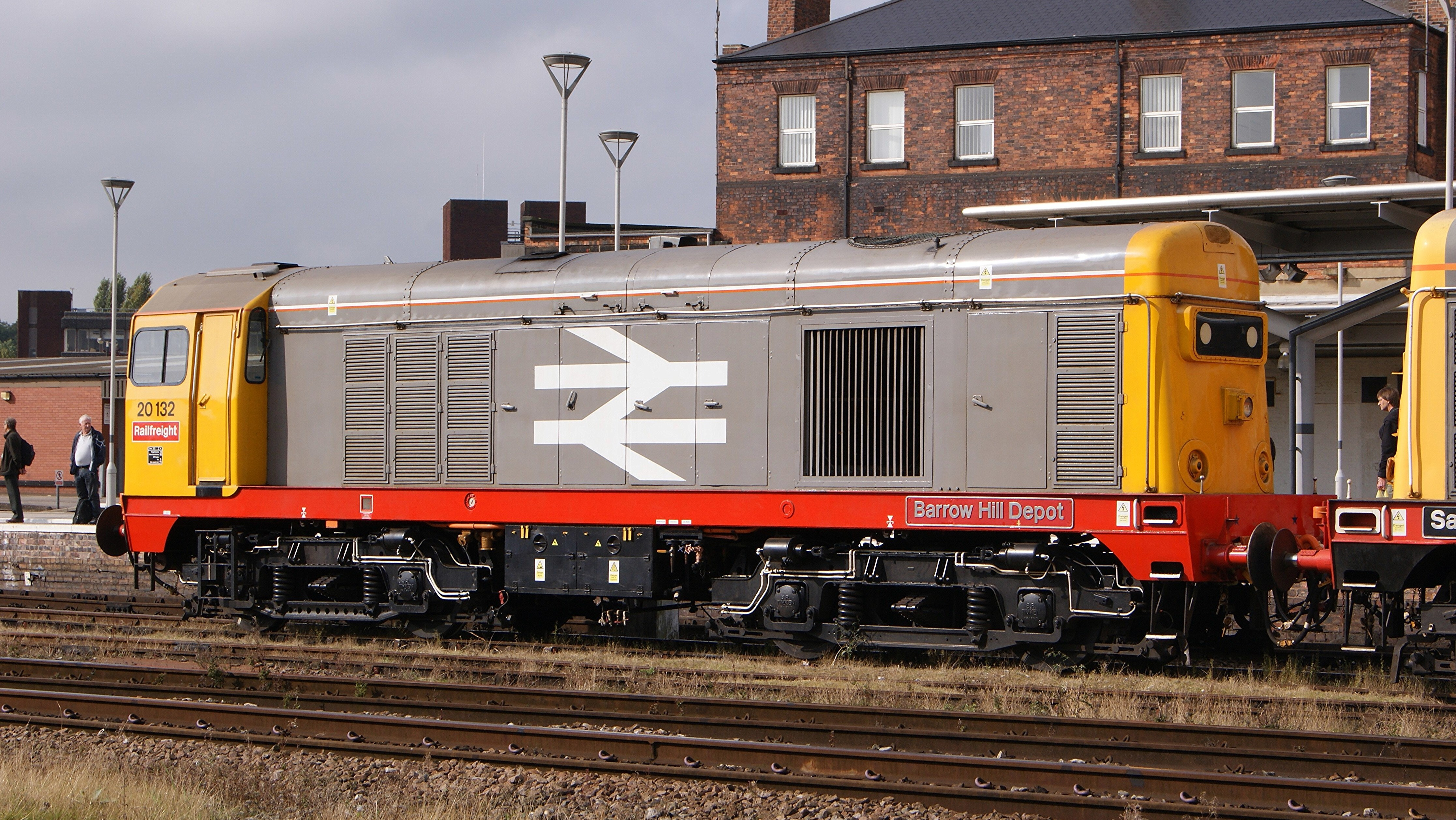
20 132 der HNRC im Railfreight-Anstrich

Die D8000, die erste Lokomotive der Klasse, wurde im Juni 1957 in grüner Lackierung mit grauem Umlaufblech, roten Pufferbohlen und grauem Dachanstrich geliefert.  Die ersten zehn Lokomotiven trugen das BR-Logo, wobei der Löwe auf dem Logo auf beiden Seiten der Lokomotive in Richtung des Vorbaus schaute. Die Loknummer war in serifenlosen gelben Ziffern angebracht, das Führerstanddach war grün lackiert. Ab Lokomotive D8010 erhielten die Maschinen auf beiden Seiten das normale BR-Logo, die Loknummer war in weißen Ziffern und das Kabinendach war grau. Ab D8103 erhielten die Lokomotiven ein kleiner gelber Warnanstrich an der Stirnseite, dessen Größe jedoch nicht einheitlich war.
1966 wurde die D8048 von der BR-Designkommission für Versuchsanstriche verwendet. Sie erhielt dabei eine erste Variante des späteren blauen Standardanstrichs in Rail Blue ‚Schienen Blau‘. Sämtliche Teile der Lokomotive wurden in Blau gehalten, einschließlich der Pufferbohlen und des Dachs, mit Ausnahme der vollständig gelben Stirnseiten und des schwarze Untergestells.
Nach der Einführung von Rail Blue wurde ab der D8178 alle Lokomotiven in dieser Farbgebung geliefert. Dennoch kehrten einige Lokomotiven nach Werkstattaufenthalten in grüner Lackierung zurück, ergänzt mit dem BR-Doppelpfeil-Logo und mit dem bei TOPS eingeführten Anschriftenfeld. Die Lokomotive 20141 war die letzte Streckenlokomotive in grüner BR-Lackierung.
Nachdem die Lokomotiven Railfreight zugeteilt wurden erhielten einige Lokomotiven, darunter 20 227, ein Anstrich in Railfreight-Grau mit gelben Stirnseiten, rotem Rahmen und großen Doppelpfeilen an den Seitenwänden.
Vier Lokomotiven erhielten die Lackierung von British Rail Telecommunications (BRT), die aus einem hellbeigen, leicht grünlichen Grund mit graugrüner Schrift bestand.

### Private

#### Direct Rail Services (DRS)

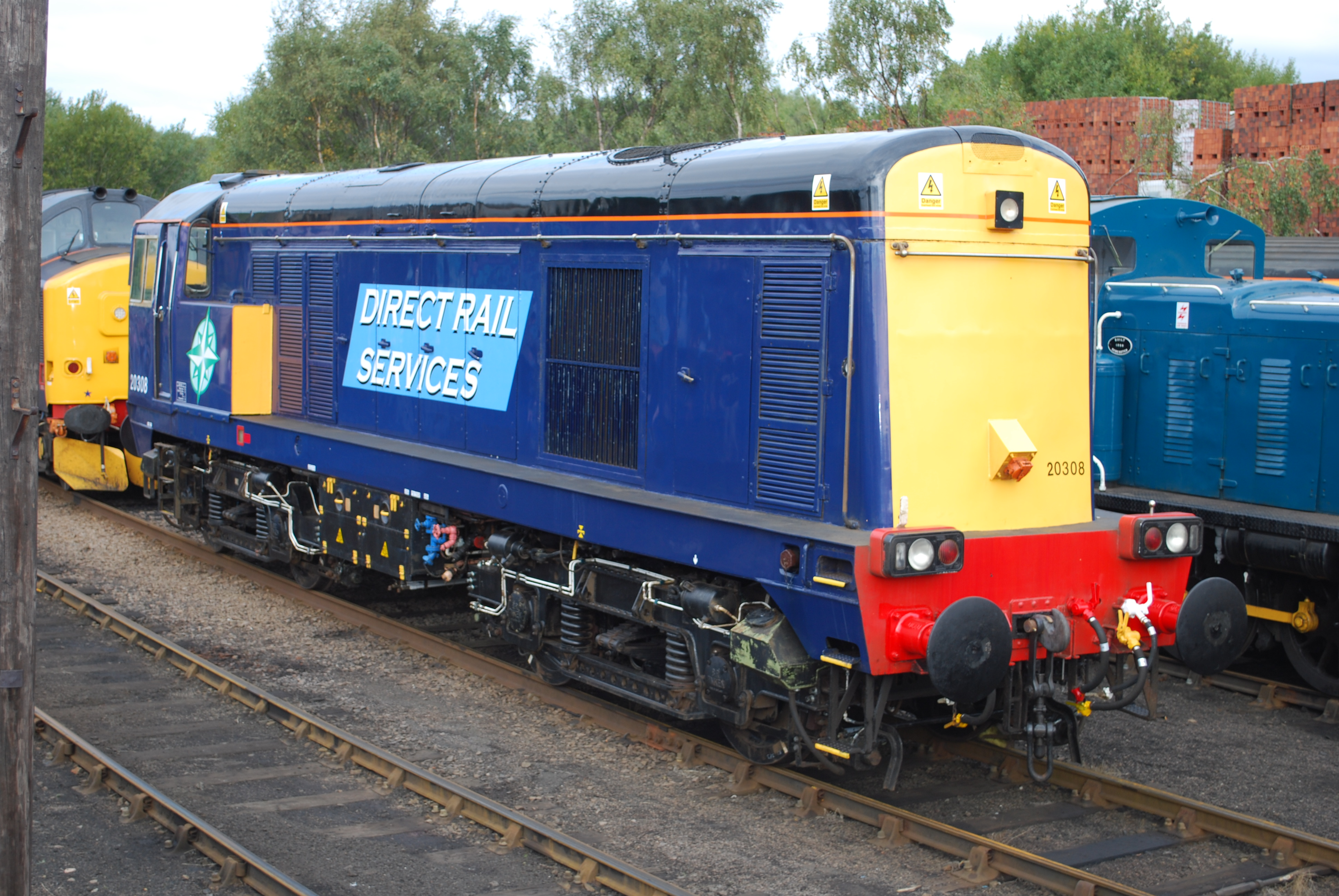
20 308 von Direct Rail Services

Die Lokomotiven der Klasse 20/3 der DRS wurden alle in Oxford-Blue-Lackierung mit roten Pufferbalken und gelben Stirnflächen lackiert. Der Farbton des Gelbs variierte leicht zwischen den einzelnen Lokomotiven, ebenso die Farbtrennlinie zwischen dem Blau der Seitenwände und dem Gelb der Stirnfront.

#### Harry Needle Railroad Company (HNRC)
Die Lokomotiven der Harry Needle Railroad Company (HNRC) sind in den Hausfarben des Unternehmens lackiert. Die Seitenwände sind orange, das Dach schwarz und die Stirnseiten gelb. Diese Lackierung ist under anderem an den Lokomotiven 20 121, 20 166, 20 311 und 20 314 zu finden.
Einige Lokomotiven der Unterklassen 20/0 und 20/9 erhielten eine Abwandlung der Railfreight-Lackierung, die drei verschiedene Grautöne verwendet. Diese Lokomotiven haben ein dunkelgraues Dach und Aufbauten, die im oberen Bereich mittelgrau und im unteren Bereich hellgrau sind, sowie einen schwarzen Rahmen mit schwarzem Pufferbalken. Die Stirnseiten des Vorbaus sind vollständig gelb, während die Stirnseite des Führerhauses nur im unteren Bereich gelb ist; der gesamte obere Teil des Führerhauses, einschließlich der Seitenwände, ist schwarz. Darüber hinaus tragen einige HNRC-Lokomotiven den BR-Anstrich in Rail Blue oder den Railfreight-Anstrich.

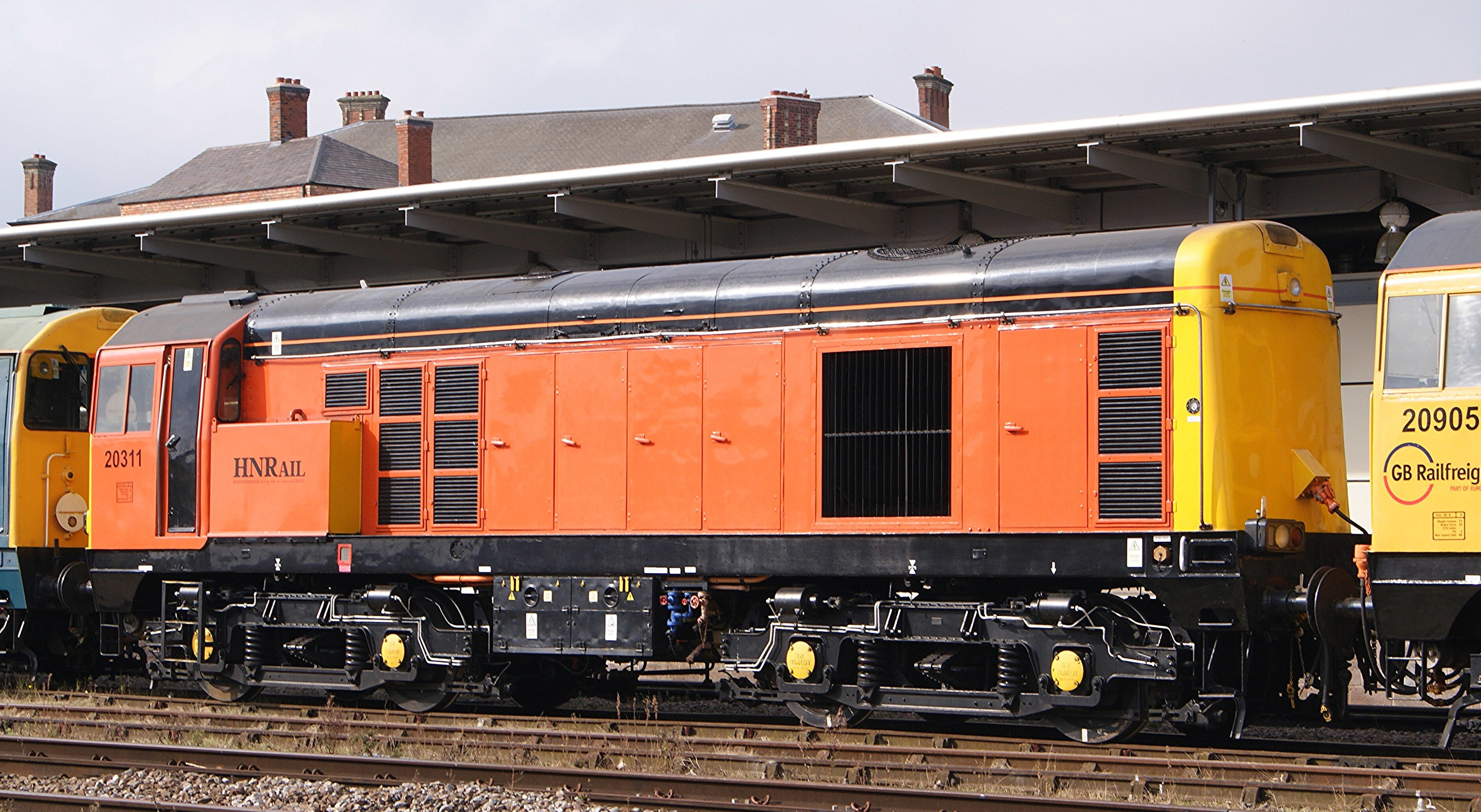
20 311 in den Hausfarben der  Harry Needle Railroad Company
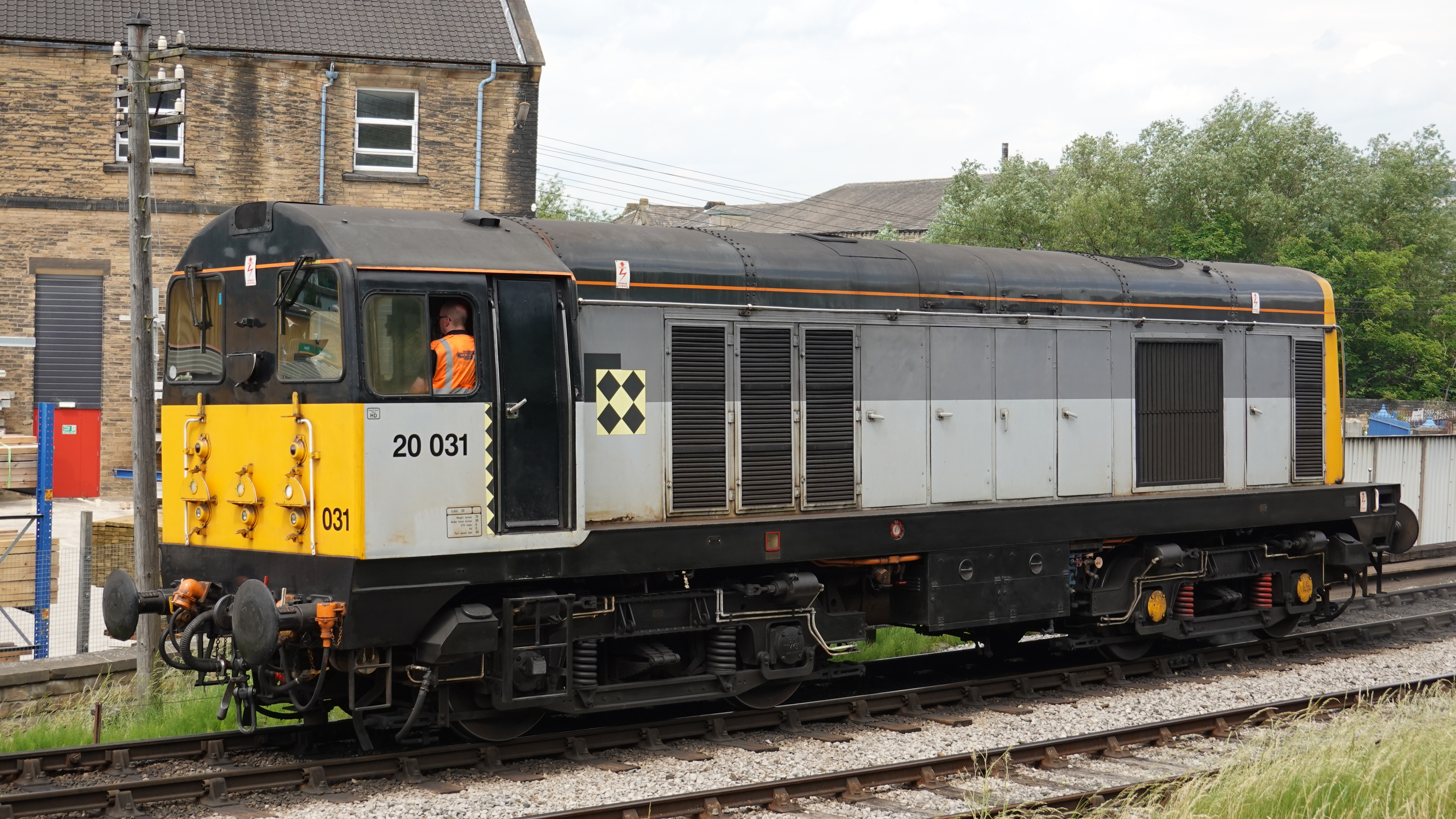
20 031 im Anstrich mit drei Grautönen

#### Corus / Tata Steel
Die beiden HNRC-Lokomotiven, die langfristig an Corus vermietet wurden, waren ursprünglich Silber, trugen aber später einen Anstrich mit leuchtend gelben Aufbauten und rotem Rahmen. Nach dem Kauf des Stahlwerks durch die indische Tata Steel-Gruppe erhielt die Nr. 82 einen Anstrich mit Aufbauten in Tata-Blau mit gelben Zierlinien und einem Rahmen in blau-schwarzem Warnanstrich.

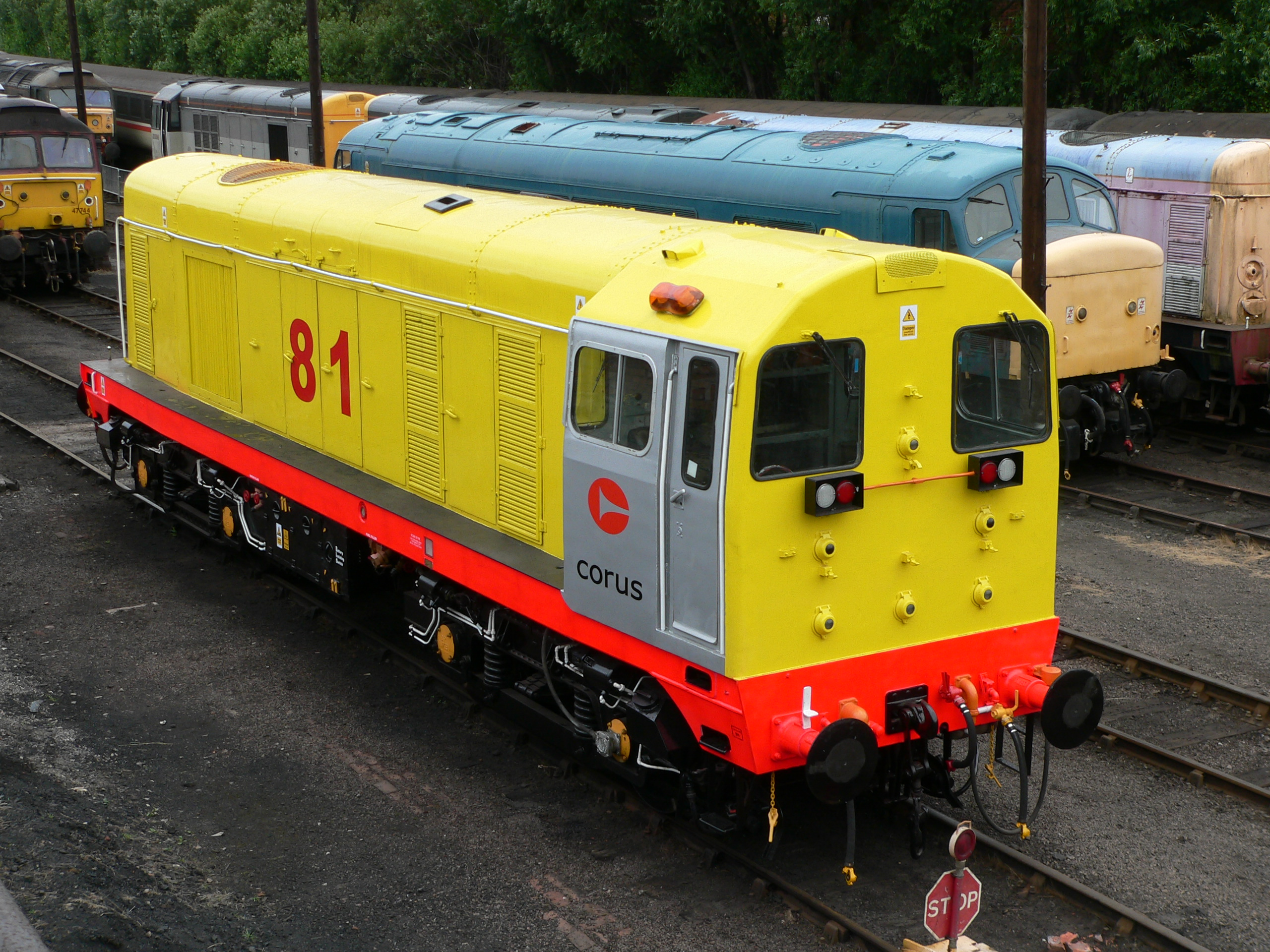
Corus Nr. 81 (ex-BR 20 056)
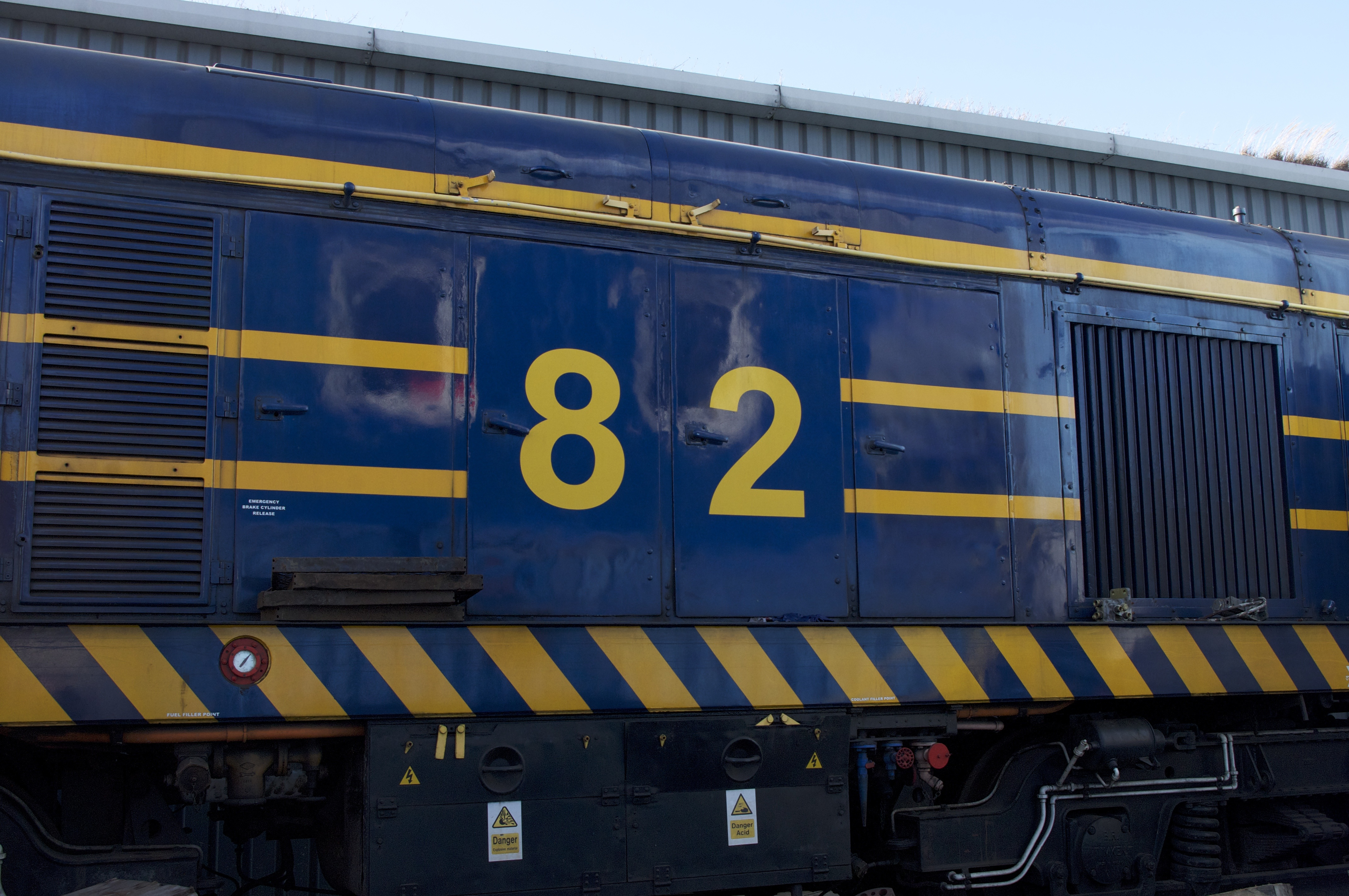
Seitenwand der Tata Steel Nr. 82  (ex-BR 20 066)

#### GB Railfreight (GBRf)

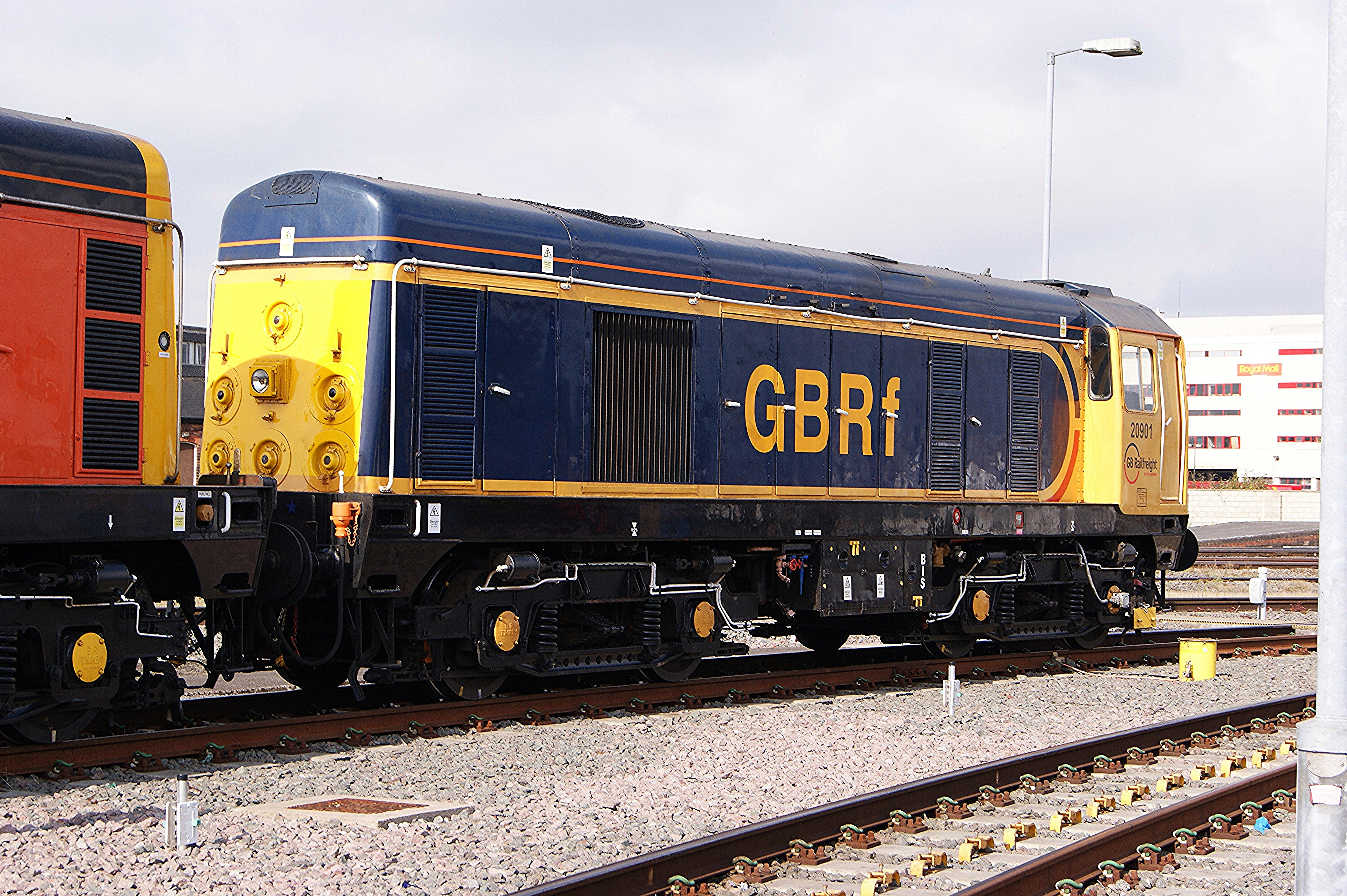
HNRC-Lokomotive 20 901 in GB Railfreight-Lackierung im Jahr 2014

Die beiden HNRC-Lokomotiven der Klasse 20/9 mit den Nummern 20 901 und 20 905 wurden eine Zeit lang an GB Railfreight vermietet. Sie trugen eine blaue Lackierung mit gelben Stirnseiten und einem gelben Führerhaus. Die Lokomotiven wurden 2024 an Balfour Beatty verkauft.

#### Zementwerk Hope
Die von HNRC an das Zementwerk Hope vermieteten Lokomotiven trugen bei der BR die Nummern 20 168 und 20 906. Sie werden vom Zementwerk als Rangierlokomotive Nr. 2 Sir George Earle und 3 bezeichnet. Als das Werk 2001 in den Besitz von Lafarge kam, kriegten die Lokomotiven einen grünen Anstrich. Ab 2013 gehörte das Werk Mittal und die Lokomotiven kriegten eine weiße Lackierung, wobei die Lokomotive Nr. 2 einen schwarzen Rahmen hatte. Unter Breedon, dem Besitzer des Zementwerks ab 2016 erhielten die Lokomotiven eine blauen Anstrich.

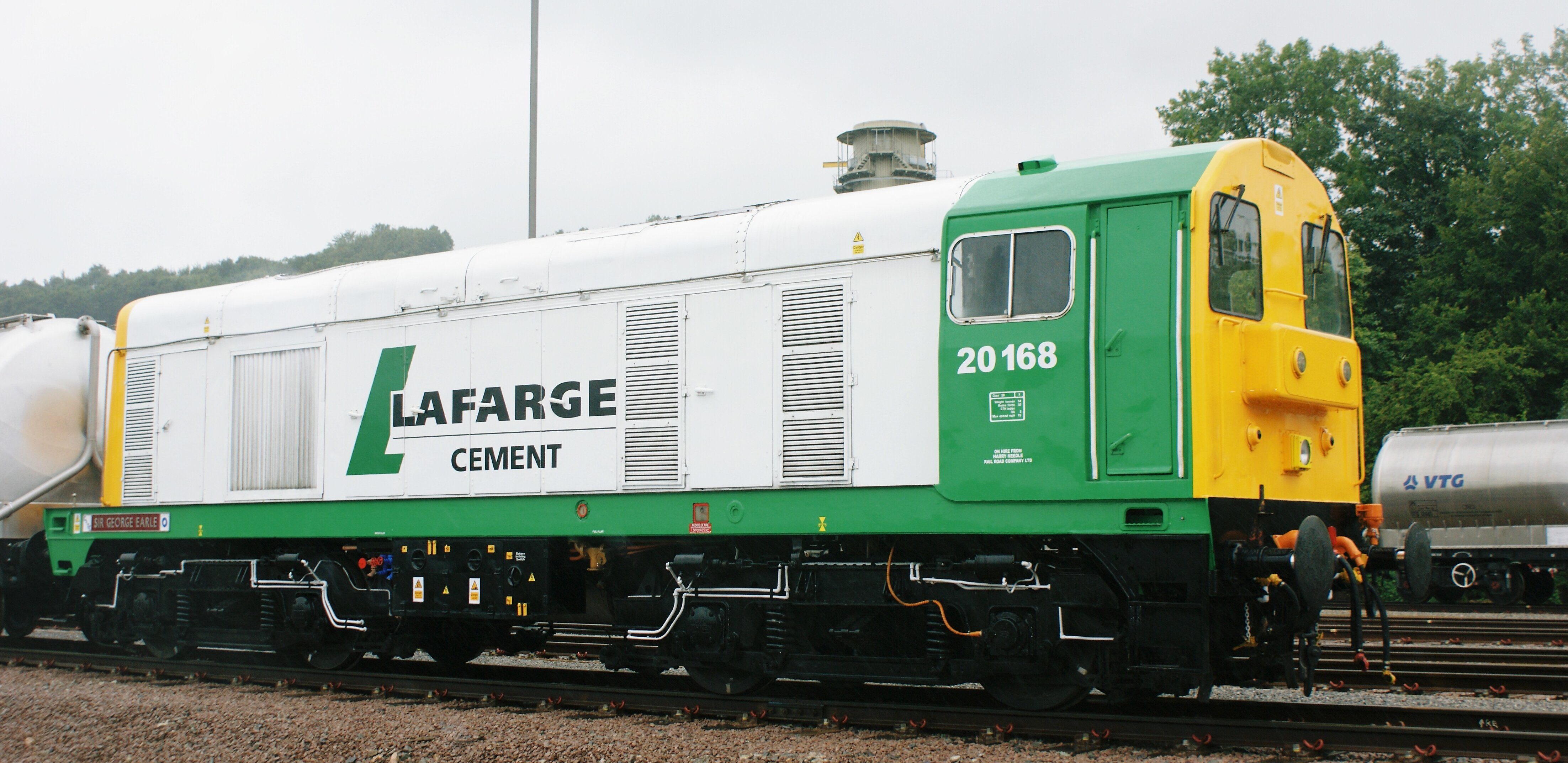
HNRC-Lokomotive 20 168 in Lafarge-Lackierung
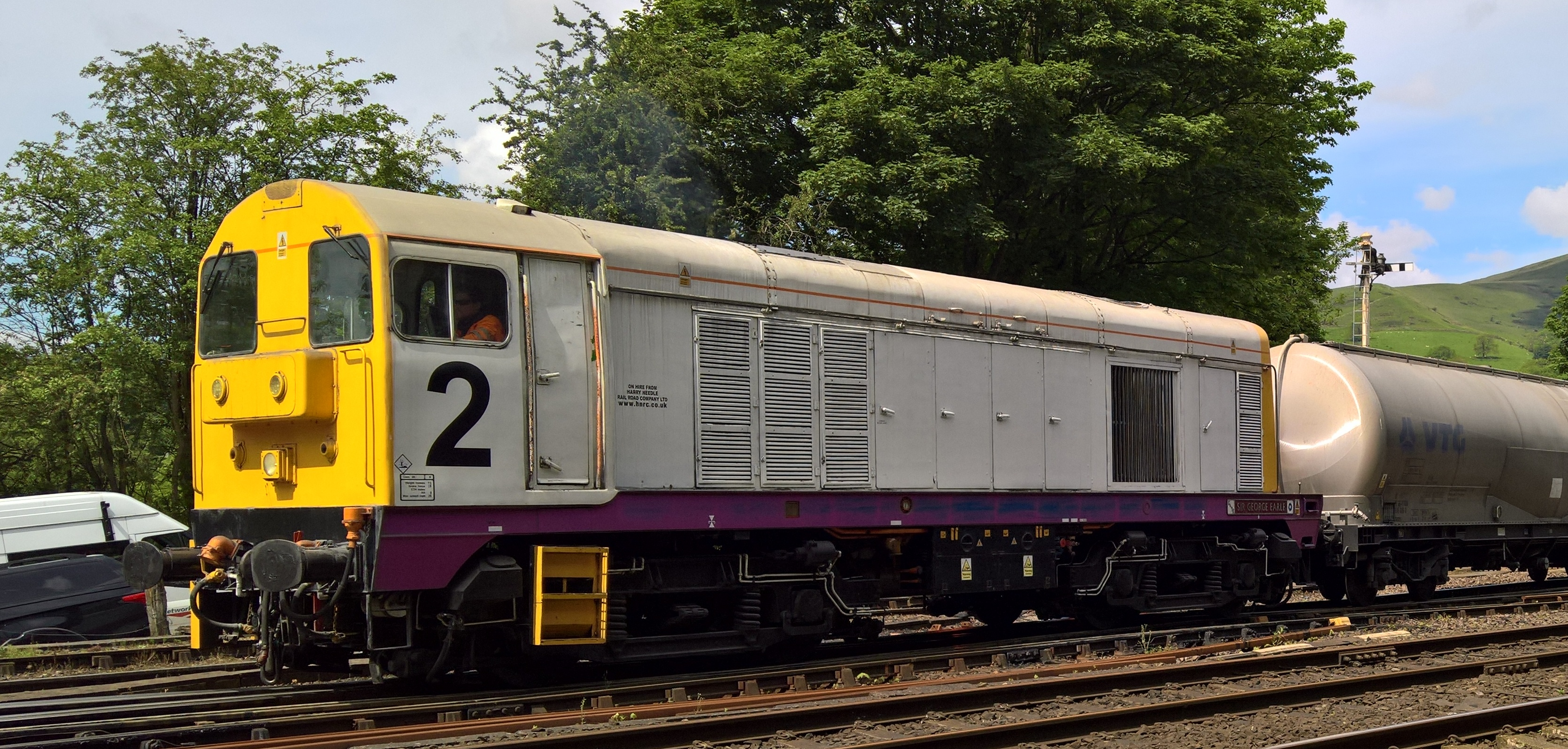
HNRC-Lokomotive 20 168 in grauer Mittal-Lackierung

#### Compagnie de Chemins de Fer Départementaux (CFD)

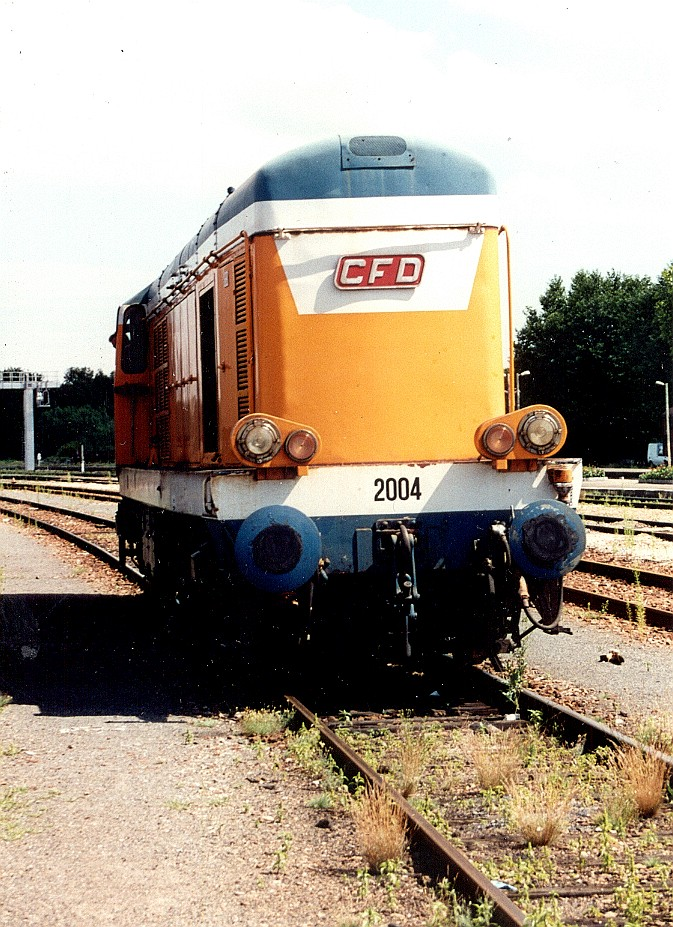
Lokomotive 20 228 als CFD Nr. 2004

Die an die CFD in Frankreich ausgeliehenen vier Lokomotiven mit den Nummern 20 035, 20 063, 20 139 und 20 228 trugen während ihres Einsatzes eine Lackierung in orange und weiß nach den Hausfarben der CFD.

#### Balfour Beatty
Das Bauunternehmen lackierte 2012 für kurze Zeit seine beiden Lokomotiven 20 142 und 20 189 in den blau-weißen Hausfarben, der Anstrich wich jedoch wieder dem Rail-Blue-Farbschema der BR. Die im Januar 2024 übernommenen Lokomotiven 20 901 und 20 905 tragen wieder einen Balfour-Beatty-Anstrich in blau und weiß.

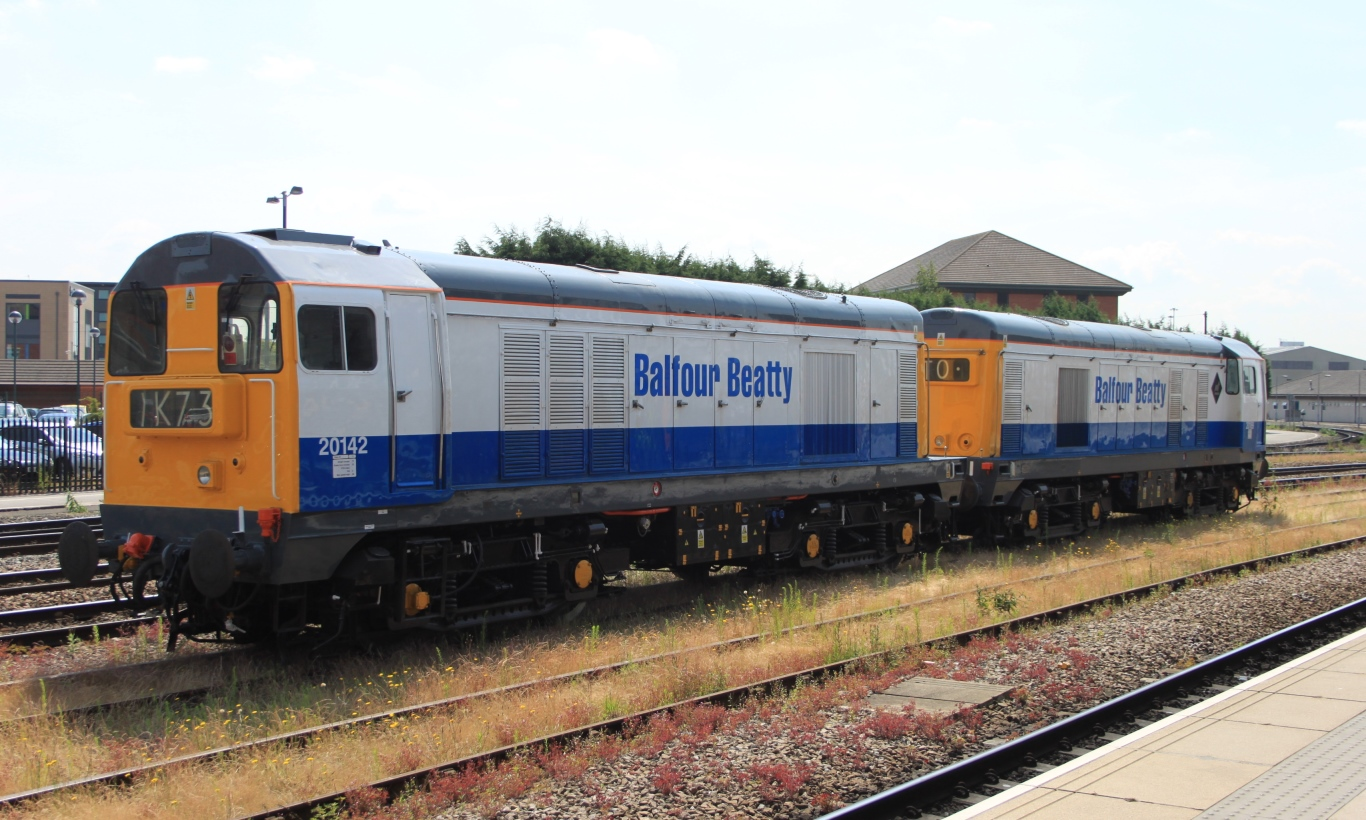
20 142 und 20 189 in Balfour-Beatty-Farben
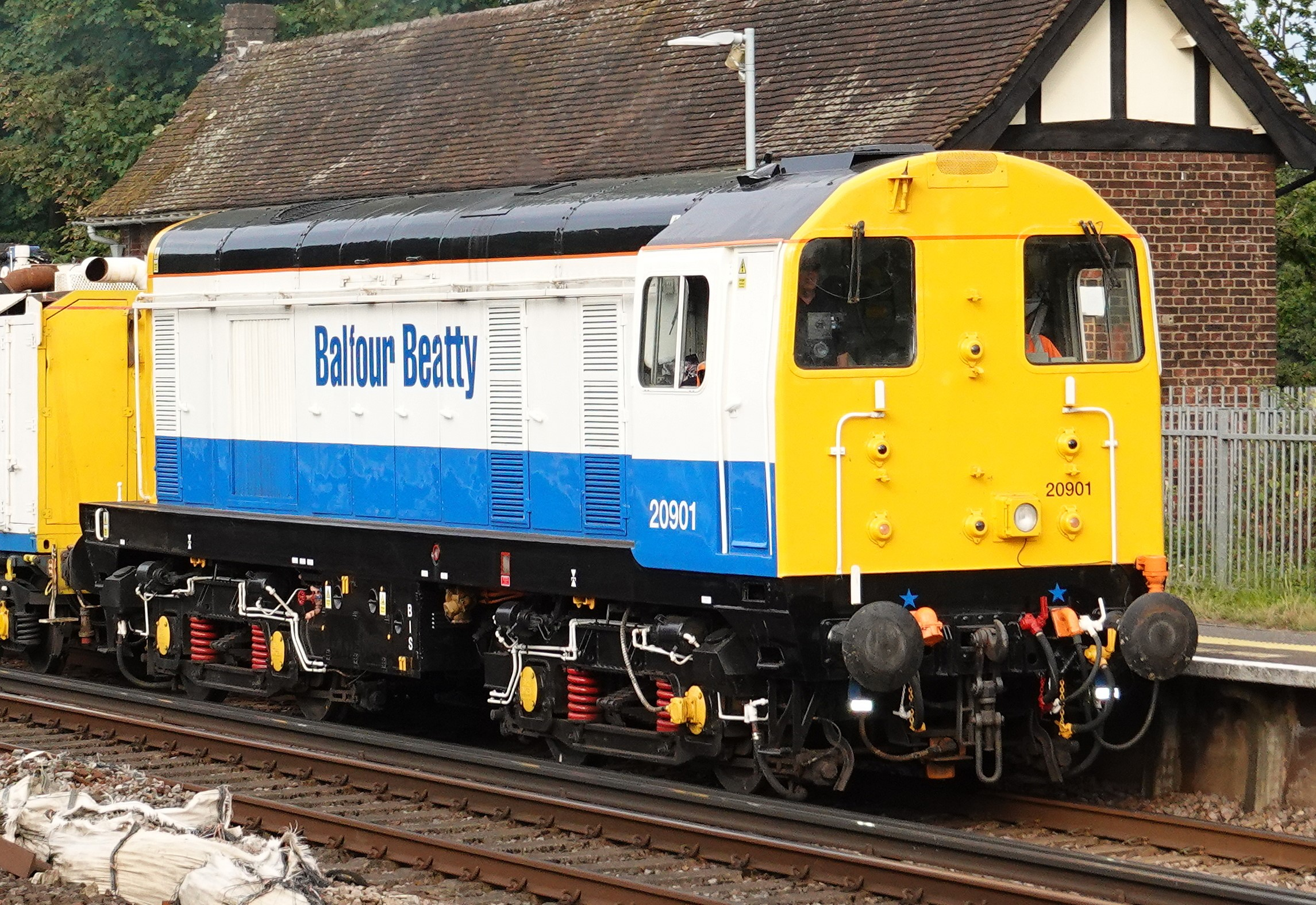
20 901 in den Balfour-Beatty-Farben von 2024

#### London Underground
London Underground besitzt zwar keine Lokomotiven der Klasse 20, hat jedoch Anlass für Sonderlackierungen der Lokomotiven von CTLS und Michael Owen Railtours gegeben. Die 20 227, die viele Einsätze für London Underground absolviert hat, erhielt eine kastanienbraune Lackierung mit Zierstreifen, ähnlich den Elektrolokomotiven von London Transport. Anlässlich des 150-jährigen Jubiläums der Londoner U-Bahn 2013 wurde sie mit einem modernen Anstrich versehen, der das London-Underground-Logo auf der Seitenwand trug. Dieser Anstrich behielt sie bis 2017, als sie wieder den historisch anmutenden kastanienbraunen London-Transport-Anstrich erhielt. Die Lokomotive 20 142 von Michael Owen Railtours trägt ebenfalls diesen Anstrich.

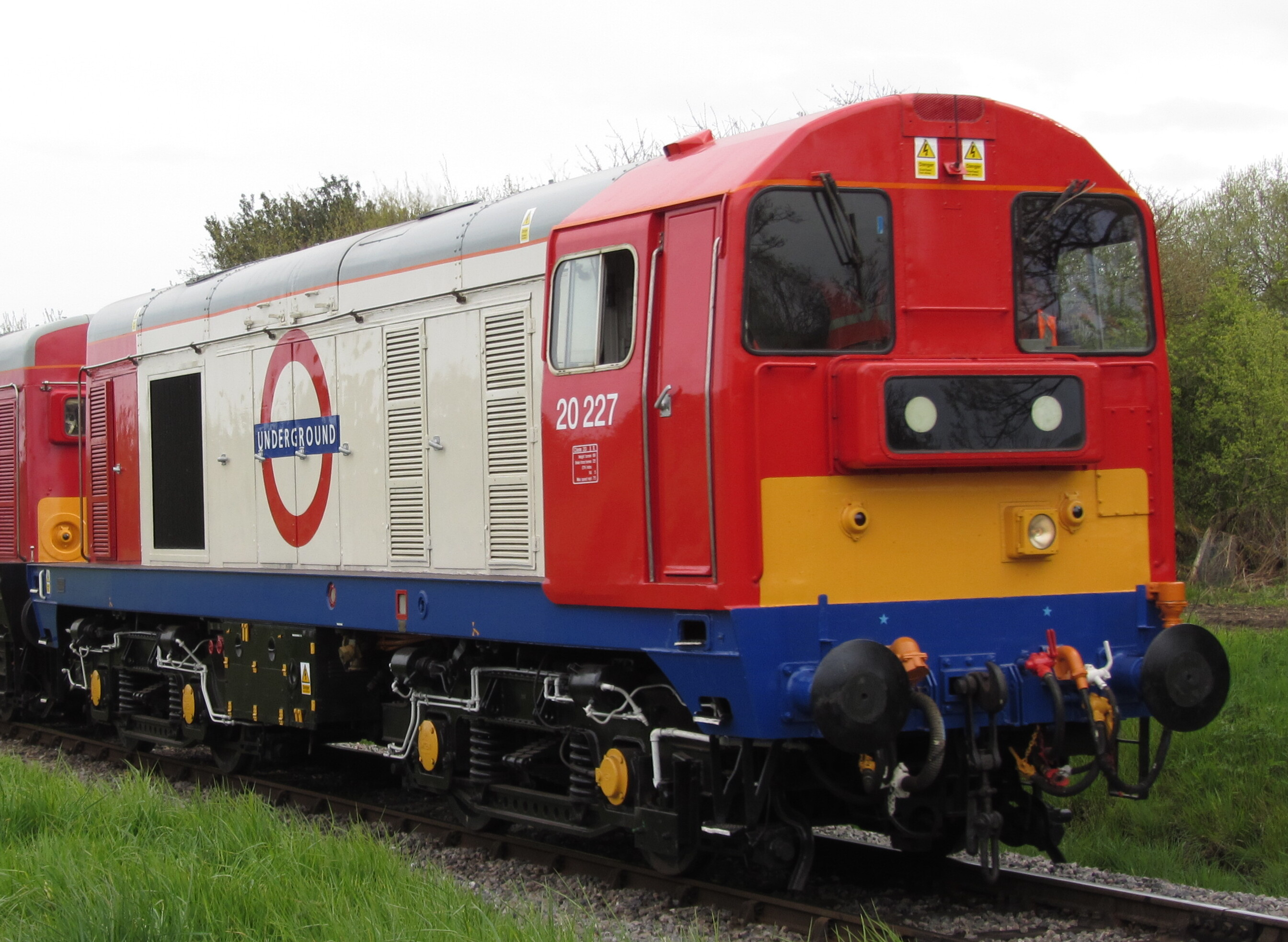
20 227 im London-Underground-Anstrich
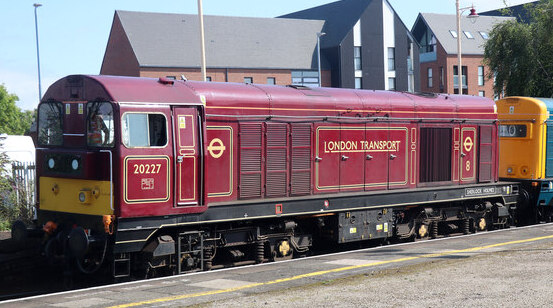
20 227 im London-Transport-Anstrich

## Unfälle und Zwischenfälle
- Am 16. Dezember 1971 kollidierten die Lokomotiven D8142 und D8115 mit der Klasse 25 Nr. D7605 in Lenton South Junction, Nottingham, bei dem drei Eisenbahner getötet wurden.[35]
- Lokomotive 20 074 wurde nach einer Kollision als erste Lokomotive der Klasse 20 1976 ausrangiert[36]
- Am 18. Mai 1989 kollidierten die Lokomotiven 20 134 und 20 131 in Worksop mit dem Heck eines MGR-Zuges, wobei der Lokomotivführer starb.

## Erhaltene Lokomotiven
Es sind 20 Lokomotiven der Klasse 20 erhalten geblieben, darunter die erste und zweite Lokomotive der Klasse, sowie die beiden zuletzt gelieferten Lokomotiven der Klasse. Die D8000 befindet sich in der Sammlung des National Railway Museum in York, die D8001 und die 20 227 gehören der Class 20 Locomotive Society (CTLS) und 20 228 ist in Privatbesitz bei der Museumsbahn Gloucestershire Warwickshire Railway.
| TOPS number | aktuelle Nummer | Foto | Erhalten von                          | Ort                                                                                              |
| ----------- | --------------- | ---- | ------------------------------------- | ------------------------------------------------------------------------------------------------ |
| 20 001      | D8001           |      | Class 20 Locomotive Society (CTLS)    | Epping Ongar Railway                                                                             |
| 20 007      | 20 007          |      | Michael Owen Railtours                | auf dem öffentlichen Streckennetz eingesetzt zusammen mit 20 205 der CTLS                        |
| 20 020      | 20 020          |      | Scottish Railway Preservation Society | Bo’ness and Kinneil Railway                                                                      |
| 20 031      | 20 031          |      | In Privatbesitz                       | Keighley & Worth Valley Railway                                                                  |
| 20 048      | 20 048          |      | Midland Class 20 Association          | Midland Railways, Butterley                                                                      |
| 20 050      | D8000           |      | National Collection                   | National Railway Museum                                                                          |
| 20 057      | D8057           |      | In Privatbesitz                       | Churnet Valley Railway                                                                           |
| 20 059      | D8059           |      | Somerset & Dorset Loco Company        | Watercress Line                                                                                  |
| 20 069      | D8069           |      | In Privatbesitz                       | Mid-Norfolk Railway                                                                              |
| 20 098      | D8098           |      | Type One Locomotive Company           | Great Central Railway, Loughborough                                                              |
| 20 137      | D8137           |      | In Privatbesitz                       | Gloucestershire Warwickshire Railway (GWR)                                                       |
| 20 142      | 20 142          |      | Michael Owen Railtours                | auf dem öffentlichen Streckennetz eingesetzt zusammen mit 20 227 der Class 20 Locomotive Society |
| 20 154      | D8154           |      | English Electric Preservation         | Great Central Railway (Nottingham)                                                               |
| 20 166      | 20 166          |      | HNRC                                  | Wensleydale Railway                                                                              |
| 20 188      | D8188           |      | Somerset & Dorset Loco Company        | Spa Valley Railway                                                                               |
| 20 189      | L189            |      | Class 20 189 Ltd                      | auf dem öffentlichen Streckennetz einsetzbar                                                     |
| 20 205      | 20 907          |      | Class 20 Locomotive Society (CTLS)    | auf dem öffentlichen Streckennetz eingesetzt zusammen mit 20 007 der Michael Owen Railtours      |
| 20 214      | 20 214          |      | In Privatbesitz                       | Lakeside and Haverthwaite Railway                                                                |
| 20 227      | 20 227          |      | Class 20 Locomotive Society (CTLS)    | auf dem öffentlichen Streckennetz eingesetzt zusammen mit 20 142 der Michael Owen Railtours      |
| 20 228      | 20 228          |      | In Privatbesitz                       | Gloucestershire Warwickshire Railway (GWR)                                                       |

Drei weitere Lokomotiven blieben zuerst erhalten, wurden aber später zu Ersatzteilspendern und anschließend verschrottet:
- 20 035 wurde als Ersatzteilspender für die D8137 der Gloucestershire Warwickshire Railway zu verwenden[43]
- 20 177 war bei der Severn Valley Railway beheimatet und diente als Ersatzteilquelle für die D8188 und die D8059. Der verbliebene Rest gingen an C.F. Booth Ltd. in Rotherham, das Führerhaus an The Cab Yard, eine Untergruppe der Llanelli & Mynydd Mawr Railway in Cynheidre, Südwales.[44]
- 20 206 wurde bei der Mid-Norfolk Railway eingesetzt, später aber von ihrem Besitzer verkauft, zerlegt und verschrottet.[43]

## Modelleisenbahn
Die Klasse 20 erfreut sich bei Modellbahnherstellern besonderer Beliebtheit aufgrund der vielen möglichen Farbvarianten. Die BR-Klasse 20 war das erste Modell in Nenngröße 00 von Hornby Railways, das mit einem Kunststoffgehäuse auf den Markt gebracht wurde. Die übrigen Modelle des Hornby-Dublo-Programms hatten Metallgehäuse. In den 1980er Jahren folgte ein Modell von Lima, das von Hornby 2008 neu aufgelegt wurde, nachdem das Programm von Lima von Hornby übernommen worden war. 2004 stellte von Bachmann ein Modell der Klasse 20 vor, das 2022 erneuert wurde.